# Piatra-Neamț
Piatra-Neamț este municipiul de reședință al județului Neamț, Moldova, România, format din localitățile componente Ciritei, Doamna, Piatra Neamț (reședința) și Văleni. Situat pe valea Bistriței, în nord-estul României, orașul avea la nivelul anului 2011 o populație de 85.055 de locuitori. În Piatra-Neamț se află sediul Agenției pentru Dezvoltare Regională Nord-Est.

## Geografie

### Date generale

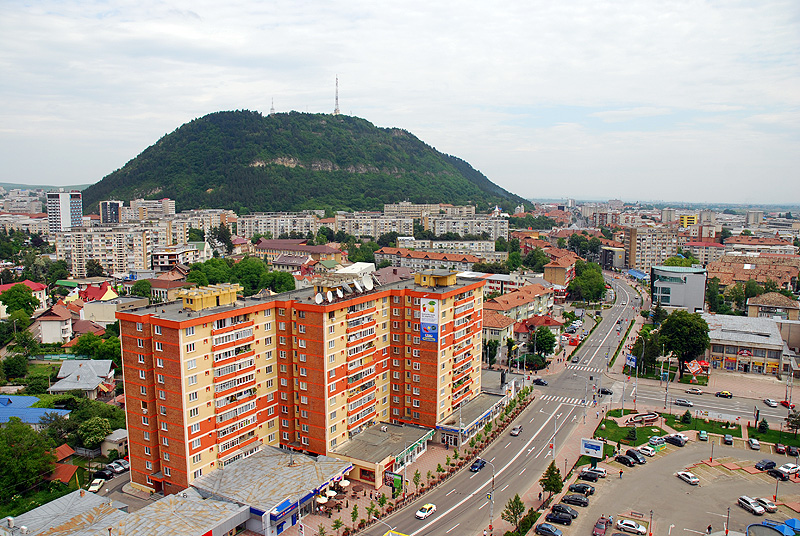
Piatra Neamț, vedere aeriană; dealul Pietricica, în fundal

Municipiul Piatra-Neamț se află în centrul județului, pe malurile râului Bistrița, mai exact la ieșirea acestuia dintre munți, la confluența cu pârâul Cuejdiu.
Orașul este traversat de șoseaua națională DN15, care o leagă spre sud-est de Bacău și spre vest de Toplița, Târgu Mureș și Turda. Din acest drum, la Piatra-Neamț se ramifică șoseaua națională DN15C, care duce spre nord la Fălticeni, iar din acest drum se ramifică șoseaua națională DN15D care duce spre est la Roman și Vaslui. Din DN15, în oraș se mai ramifică și șoseaua județeană DJ157, care duce spre sud-est la Dumbrava Roșie, Dochia, Mărgineni, Făurei, Trifești și Horia (unde se termină în DN15D).
Este amplasat parțial (zona centrală și cartierele vestice) la altitudinea de 310 m, într-un bazin intramontan străjuit de culmile Pietricica (590 m) la sud-est, Cozla (679 m) la nord, Cernegura (852 m) la sud-vest, Cârloman (617 m) la nord-vest și Bâtca Doamnei (462 m) la sud-vest și, parțial extramontan în zona subcarpatică spre est, pe o parte dintre terasele Bistriței și din Depresiunea Cracău-Bistrița.
În onoarea acestui oraș, numele lui a fost atribuit asteroidului cu indicativul 100897 de către Alfredo Caronia (care actual trăiește în Piatra Neamț), atunci când asteroidul a fost descoperit la San Marcello, Italia în 1998.

### Climă
Orașul se bucură de câteva avantaje, o climă temperat continentală cu veri scurte răcoroase, toamne lungi, ierni blânde, fără geruri mari. Beneficiind de un cadru natural avantajos și de legături ușoare spre toate punctele cardinale, teritoriul de astăzi al municipiului Piatra Neamț a constituit o permanentă vatră de locuire.

### Rețeaua hidrografică

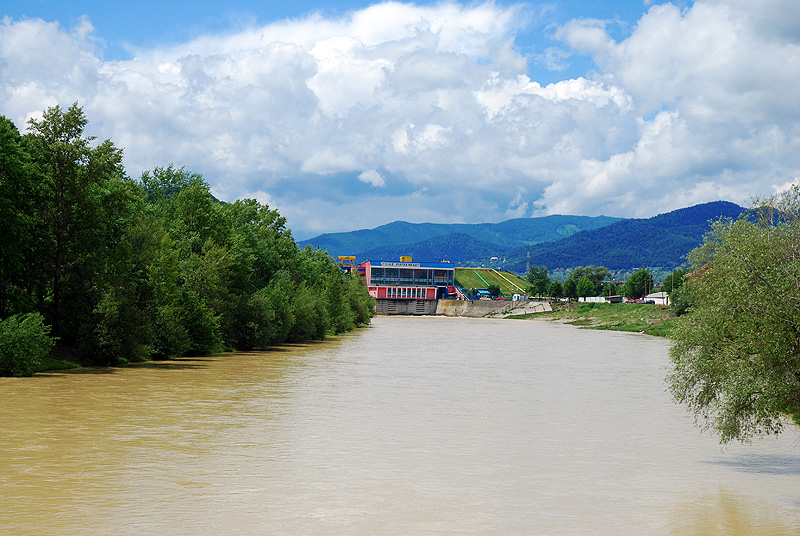
Râul Bistrița în aval de barajul de la Bâtca Doamnei

În Piatra Neamț, apele curgătoare cele mai importante sunt Bistrița și Cuiejdi. Printre pârâiașele cu debite variabile mai pot fi amintite: Doamna, Sărata, Borzoghean.
Lacurile de pe raza municipiului Piatra Neamț sunt acumularea Lacul Bâtca Doamnei (255 ha și un volum de cca. 10 mil. mc, format de barajul cu același nume) și lacul Reconstrucția (10 ha și un volum de cca. 250 mii mc, din care se desprinde canalul hidrotehnic al Bistriței). Ambele sunt lacuri de acumulare pe râul Bistrița. 

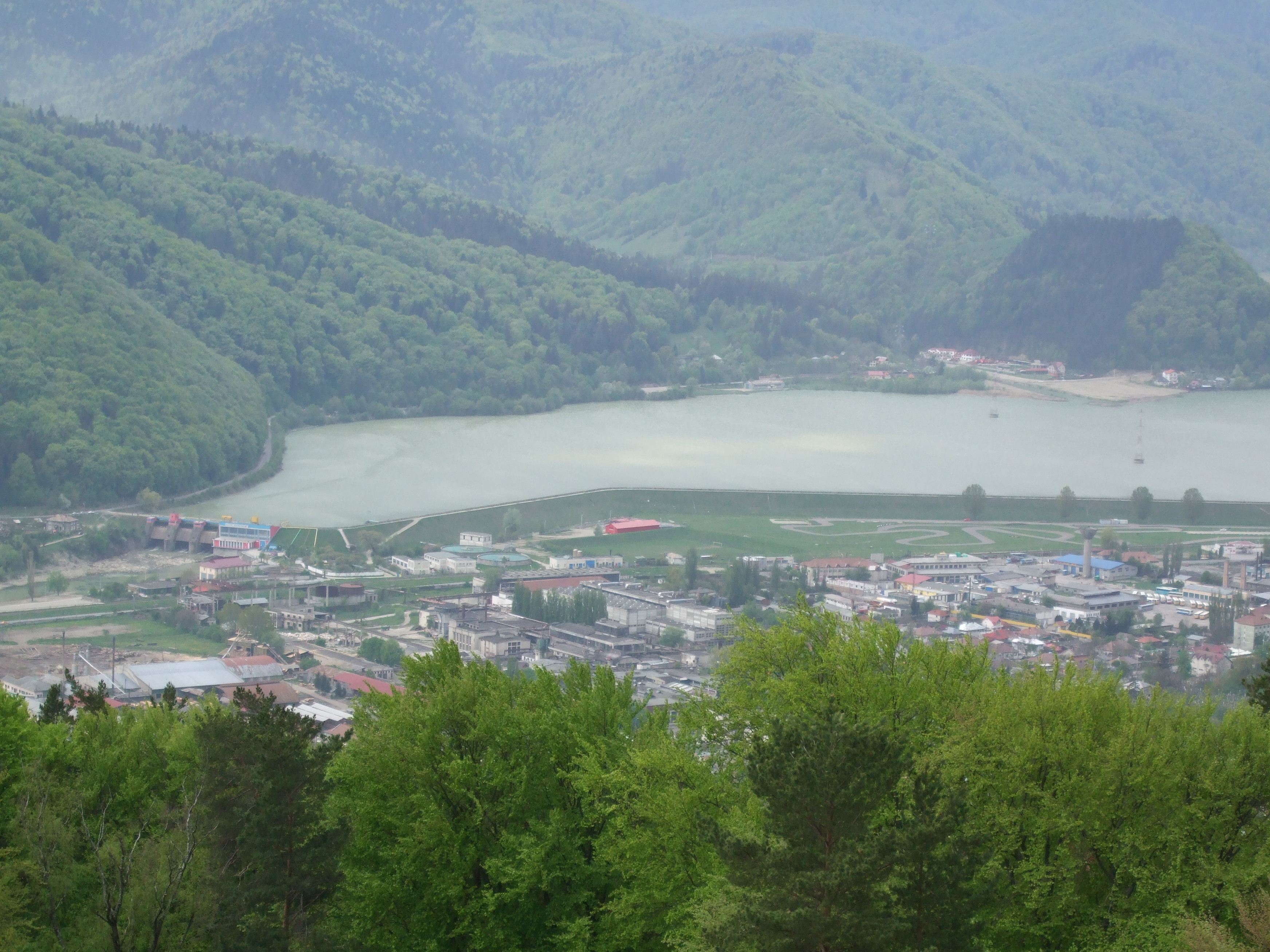
Lacul și dealul Bâtca Doamnei

Altitudinea medie a bazinului hidrografic este de cca. 920 m, iar relieful se caracterizează prin masivitate și altitudini mai mari în vest și în partea superioară a bazinului hidrografic, apoi tot mai reduse spre est și sud-est.

### Ecosistem
Pădurile din jur sunt formate în general din conifere: brad, molid și pin; și din foioase: fag, mesteacăn, carpen, stejar, plop; dar și din arbuști: corn, măceș, alun, etc.
Alături de conifere, foioase și arbuști mai sunt prezente și numeroase specii de graminee, flori și plante caracteristice stepei.

## Demografie
Componența etnică a municipiului Piatra-Neamț
     Români (79,93%)
     Alte etnii (1,08%)
     Necunoscută (18,99%)
Componența confesională a municipiului Piatra-Neamț
     Ortodocși (75,08%)
     Romano-catolici (2,57%)
     Alte religii (2,31%)
     Necunoscută (20,04%)
Conform recensământului efectuat în 2021, populația municipiului Piatra-Neamț se ridică la 79.679 de locuitori, în scădere față de recensământul anterior din 2011, când fuseseră înregistrați 85.055 de locuitori. Majoritatea locuitorilor sunt români (79,93%), iar pentru 18,99% nu se cunoaște apartenența etnică. Din punct de vedere confesional, majoritatea locuitorilor sunt ortodocși (75,08%), cu o minoritate de romano-catolici (2,57%), iar pentru 20,04% nu se cunoaște apartenența confesională.
Date: Recensăminte sau birourile de statistică - grafică realizată de Wikipedia

## Politică și administrație
Municipiul Piatra-Neamț este administrat de un primar și un consiliu local compus din 23 consilieri. Primarul, Vasile-Adrian Niță, de la Partidul Social Democrat, este în funcție din 1 noiembrie 2024. Începând cu alegerile locale din 2024, consiliul local are următoarea componență pe partide politice:
|  | Partid                          | Consilieri | Componența Consiliului | Componența Consiliului | Componența Consiliului | Componența Consiliului | Componența Consiliului | Componența Consiliului | Componența Consiliului | Componența Consiliului |
|  | ------------------------------- | ---------- | ---------------------- | ---------------------- | ---------------------- | ---------------------- | ---------------------- | ---------------------- | ---------------------- | ---------------------- |
|  | Partidul Social Democrat        | 8          |                        |                        |                        |                        |                        |                        |                        |                        |
|  | Partidul Național Liberal       | 7          |                        |                        |                        |                        |                        |                        |                        |                        |
|  | Alianța pentru Unirea Românilor | 3          |                        |                        |                        |                        |                        |                        |                        |                        |
|  | Partidul Puterii Umaniste       | 2          |                        |                        |                        |                        |                        |                        |                        |                        |
|  | Alianța Dreapta Unită           | 2          |                        |                        |                        |                        |                        |                        |                        |                        |
|  | Partidul S.O.S. România         | 1          |                        |                        |                        |                        |                        |                        |                        |                        |

## Istorie
Cele mai vechi urme de locuire umană — ce datează din Preistorie — se regăsesc pe teritoriul actual al orașului în așezarea de la Poiana Cireșului (pe culmea Cernegura - spre gura de vărsare a pârâului Bâtca Doamnei), datată din mezolitic (cca. 12.000 î.e.n.).
Antichitatea este reprezentată inițial prin fragmente de ceramică, obiecte de piatră și silexuri aparținând civilizației Cucuteni (cca. 3.600 - 2.600 i.e.n.) și epocii bronzului (mileniul II i.e.n.), descoperite în Ciritei, Lutărie, Văleni - zona Bolovoaia. La Bâtca Doamnei, Cozla și Dărmănești s-au evidențiat elemente aparținând civilizației geto-dacice (sec. II î.e.n. - II e.n.), căreia îi aparține un segment semnificativ al istoriei locale. Așezările fortificate de la Bâtca Doamnei și Cozla (sec. I i.e.n. - I e.n.) sunt marca existenței unui centru politic, economic și spiritual, cetatea Petrodava fiind menționată în Geographica lui Ptolemeu. După cucerirea romană, rolul de punct fortificat a dispărut, dar continuarea locuirii pe teritoriul orașului s-a menținut.
Evul Mediu începe cu un nivel de locuire al așezării de la Lutărie - datat din secolele V-VI - când influența popoarelor migratoare dar și cea a civilizației romane sau romano-bizantine a dus la apariția culturii Costișa-Botoșana (secolele V-VII e.n.). Pentru perioada secolelor VIII-IX, semnificativă este așezarea limitrofă de la Brășăuți-Dumbrava Roșie, care aparțin culturii Dridu.
Informațiile privitoare la primele două secole ale mileniului II sunt insuficiente. În schimb se cunosc elemente legate de populația din secolului XIII, dar mai ales despre așezările medievale de la Piatra-Neamț - Bâtca Doamnei și Pietricica. Astfel, primele mențiuni scrise despre Piatra Neamț se întâlnesc în Cronica rusească (cca. 1387-1392) sub numele de Kamena (Piatra) - în Lista orașelor valahe de la Dunare și în documentele asociate cu expediția regelui maghiar Sigismund de Luxemburg în Moldova în anul 1395, când apare prima mențiune maghiară a localității: Karácsonkő: „in terra nostra Molduana ante villam Karácsonkő.”. În actul din 31 iulie 1431 prin care Alexandru cel Bun a dat Mănăstirii Bistrița două prisăci, este menționată și o "casă a lui Crăciun de la Piatra". Dreptul de târg este atestat din evul mediu, însă statutul de târg domnesc îl primește doar în anul 1453. Conform datelor strânse în Codex Bandinus (secolul al XVII-lea), Piatra a fost locuită în majoritate de maghiari și de sași. Cu timpul Târgul Piatra capătă o mai mare importanță, aceasta și datorită constituirii aici (estimată a fi între 1468-1475) a unei Curți Domnești (menționată ulterior în mai multe rânduri - 1552, 1570, 1594), de către Ștefan cel Mare. Aceasta a exercitat o puternică influență atât în plan economic, politic, cât și administrativ, chiar dacă ea nu a fost decât o casă voievodală. În urma săpăturilor efectuate în anii 1950, atât aici, cât și la Bâtca Doamnei, au fost descoperite vestigii medievale. Marco Bandini a menționat că în anul 1646 încă mai erau vizibile ruinele vechii biserici catolice medievale.
În perioada Renașterii și Revoluției industriale evoluția continuă. Spre începutul secolului XVII orașul devenise un centru de producție, iar în 1797 Piatra încetează de a mai fi târg voievodal. Pe fondul diversificării producției meșteșugărești și comerciale, spre sfârșitul secolului al XVIII-lea - începutul secolului al XIX-lea, orașul devine cel mai important centru urban și comercial al ținutului Neamț. Treptat construcțiile încep să acopere și terasele mai joase ale Bistriței și Cuejdiului, iar la mijlocul secolului al XIX-lea sunt incluse în perimetrul orașului și satele Mărăței și Dărmănești.
În Epoca Modernă revoluția tehnică, reformele de după 1859, cucerirea independenței de stat în 1877 și măsurile legislative ce au urmat au dus la dezvoltarea capitalismului industrial și în această parte a țării. La 8 noiembrie 1841 prima „moară” de hârtie (prima, de altfel, de acest fel) din Moldova este deschisă de Gheorghe Asachi, iar din 1852 aici a funcționat fabrica de postav și sumane Grulich. Apar apoi fabrici de cherestea, săpun, chibrituri, bere și mori. În 1864 la numele de Piatra se adaugă cuvântul Neamț, măsura necesară pentru a deosebi orașul de Piatra din județul Olt. 15 februarie 1885 este asociat cu construirea căii ferate Piatra-Neamț - Bacău. Se deschide și filiala locală a Băncii Naționale, în 1832 apare prima școală publică, iar în 1871 este construit primul teatru. Râul Bistrița a jucat rolul de veritabilă arteră de comunicație de care depindea viața economică a orașului. Pe Bistrița veneau plutele care asigurau materia primă necesară fabricilor de cherestea și de hârtie și tot ea constituia o cale de legătură cu Bacău și porturile dunărene. În zona orașului, râul avea o lățime medie de 50 m și un debit de 50mc/s, care însă avea variații impresionante ce oscilau între 3 și 1080 mc/s, astfel că uneori marile viituri aveau caracter devastator pentru zona riverană.
Localitatea era frecvent afectată de calamități — inundații și, mai ales, incendii, (mai 1847, 9 iulie 1883, 14 iunie 1887, 6 iulie 1889, 18 august 1891 și 26 martie 1902). În anul 1897 o porțiune din dealul Cozla alunecă. În 1901 se începe consolidarea și amenajarea terenului alunecat, se plantează arbori și se construiesc alei, luînd astfel naștere "Parcul Cozla", iar în august 1904 se deschide Parcul zoologic.
Reorganizarea armatei din 1 ianuarie 1877, face ca județele Neamț și Suceava să devină baze de recrutare pentru al XV-lea regiment de Dorobanți, compus din 2 batalioane și cu reședința la Piatra (primul comandant fiind Locotenent colonelul Alexandru Fotea). Regimentul a participat în Războiului de independență de la 1877-1878 la luptele de la Plevna, Grivița II (citat fiind aici printr-un ordin de zi de către domnitorul Carol I), Rahova, Vidin și Smârdan. La 15 martie 1878 regimentul este retras în țară. Acesta este în august 1891 desființat, fiind înlocuit de Regimentul 15 infanterie "Războieni", care participă în 1913 la campania din Bulgaria, fiind printre unitățile care au ajuns până aproape de Sofia.

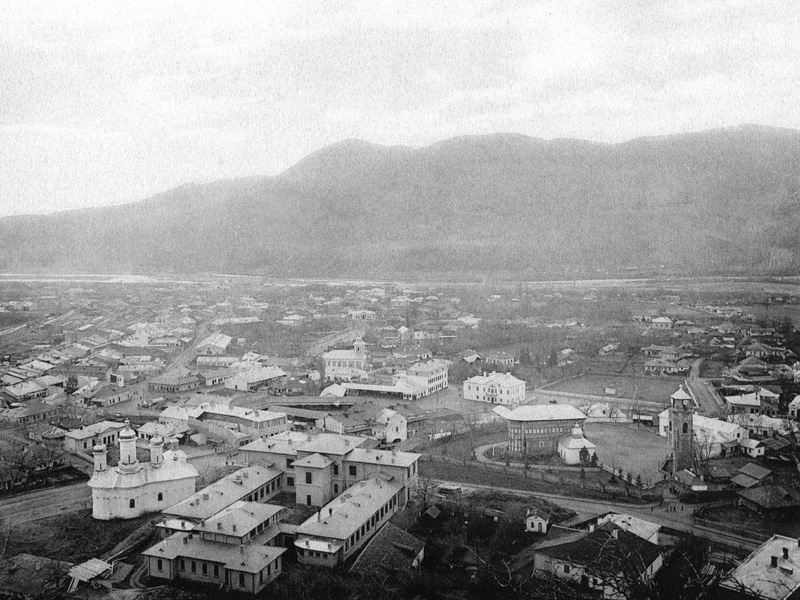
Piatra Neamț în 1901

În ultima parte a secolului XIX se adoptă măsuri semnificative de sistematizare (adaptarea străzilor la circulația trăsurilor și pavarea lor, amenajarea de piețe, canalizarea apelor uzate și a pârâului Cuiejdi, modernizarea centrului orașului și instituirea iluminatului public, amenajarea unor bulevarde, scuaruri, grădini și parcuri), controlul riguros al construcțiilor, norme de construcție și planuri urbanistice, extindere și modernizare, construcție de monumente.
La sfârșitul secolului al XIX-lea, orașul era reședința plășii Piatra-Muntele și a județului Neamț și avea 17.391 de locuitori, aproximativ jumătate fiind de confesiune iudaică, iar cartierele lui erau: Mahalaua Poștei, Dărmănești, Bordeiele, Mărăței, Bistrița, Precista, Borzogheanu, Preideanu și Valea Viei. În oraș se aflau trei școli primare de băieți cu 619 elevi, trei școli de fete cu 409 eleve, un gimnaziu real cu 120 de elevi, trei pensioane private cu 90 de eleve și o școală de muzică bisericească; un spital cu 45 de paturi și două farmacii; și șapte biserici.
La începutul Secolului XX, intrarea României în Primul Război Mondial a făcut ca situația locală să aibă mult de suferit. În campaniile acestuia, unitatea din Piatra - Neamț a pierdut peste 2.000 de ostași.
În anii de după război s-a reușit refacerea vieții economice, perioada interbelică fiind o perioadă relativ prosperă. Anuarul Socec din 1925 consemnează orașul cu același statut, având 18981 de locuitori. În 1929 este finalizată o a doua uzină electrică. În 1925 satele Sărata, Văleni și Vânători intră în compunerea localității.
Intrarea României în cel de-al Doilea Război Mondial, moment ce l-a găsit pe mareșalul Ion Antonescu la Piatra Neamț, a determinat trimiterea pe front a unităților militare din zonă. Evoluția ulterioară a evenimentelor, mai ales după străpungerea de către armata sovietică a fortificației Târgu Neamț-Pașcani, a făcut ca multe dintre localitățile aflate în estul orașului și județului să sufere mari distrugeri. Anii de după război și schimbarea regimului politic în 1947, au determinat o nouă etapă în evoluția istorică locală, în care se pot distinge, totuși, și transformări pozitive, care și-au pus amprenta asupra zonei și locuitorilor săi. În 1950, orașul a primit statut de oraș regional și a devenit reședința raionului Piatra Neamț din Regiunea Bacău. În 1968, în urma reformei administrativ-teritoriale, orașul redevine reședința județului Neamț, ceea ce dă pe plan local un nou impuls economic. După construirea barajului de la Bicaz și punerea în funcțiune a întregului sistem hidroenergetic pe cursul mijlociu și inferior ale râului Bistrița — în anii 1960, rolul economic și aspectul râului s-au schimbat. Plutele au dispărut, au apărut hidrocentralele ca sursă nepoluantă de energie, debitul apei nu mai cunoaște variațiile din trecut, au apărut lacuri de acumulare și baraje care modifică în întregime aspectul albiei.
La apogeu, zona industrială și agricolă a municipiului includea: un combinat de îngrășăminte chimice și unul de fire și fibre sintetice (Platforma Săvinești-Roznov) o fabrică de utilaje agricole (Mecanica Ceahlău), o fabrică de hârtie și cartoane (Comuna din Paris), una de celuloză și hârtie (Reconstrucția), o fabrică de mobilă, una de semifabricate lemnoase (Combinatul de Prelucrare a Lemnului), una de cărămidă și țiglă (Zonoceram), una de tricotaje (8 Martie) un abator de păsări (Izvoare), 2 fabrici de pâine, o fabrică de industrializare a laptelui (Montana), o fabrică de bere (Steagul Roșu --> Zimca), un complex de sere (Izvoare), o întreprindere de industrializare a viei și vinului, un IAS, o herghelie de cabaline (Dumbrava) și o întreprindere de exploatare forestieră și transport.
În perioada contemporană, căderea regimului comunist s-a asociat cu falimentul masiv al activității industriale, scăderea dramatică a investițiilor pe plan local, creșterea șomajului și scăderea nivelului de trai, precum și cu depopularea semnificativă. După anul 2000 o serie de investiții edilitare și comerciale sprijinite direct de primărie - cu suportul unor credite bancare - apar în oraș, revigorându-i aspectul. Tot în primul deceniu al secolului XXI se conturează proiectul de transformare a municipiului în oraș turistic. În 2009 evoluția acestui proiect face ca orașul să fie atestat drept stațiune de interes național, dar ulterior pe fondul crizei economice și a unor dificultăți suplimentare, derularea sa capătă aspecte controversate.

## Repere administrative sociale și politice
Repere administrative
Suprafața totală a orașului este de 7743 ha. În componența zonei periurbane intră localitățile: Doamna (situată pe valea pârâului Doamna) și Văleni (situată la confluența cu Pârâul Turcului, pe dreapta Bistriței la poalele Cernegurei) - spre sud și Ciritei (situat spre est între Pietricica și Dealul Vulpii)..
Municipiul este împărțit între micro-cartierele: Sărata, Valea Viei, Țărăncuța, Precista, Ștefan cel Mare (nord-est), Centru, Dacia (centru), Obor, Ocol, Dărmănești (nord), Pietricica, Speranța (est), Gara Veche, Mărăței, 1 Mai, Vânători (sud-est).
Se învecinează cu comunele: Gârcina - nord-vest, Dobreni - nord-est, Girov - spre est, Dumbrava Roșie - sud-est, Piatra-Șoimului - sud, Alexandru cel Bun - vest.
Repere sociale
Asistența medicală este structurată în jurul unui Spital Județean de Urgență de categoria a III-a.
Există mai multe cluburi sportive susținute de administrația locală: Fotbal Club Ceahlăul, Volei Club "Unic" Piatra-Neamț și Volei Club Municipal LPS Piatra-Neamț, Handbal Club Municipal Piatra Neamț și Handbal Club Feminin Piatra Neamț, a căror activitate este susținută de o serie de baze sportive ca Stadionul, Complexul Sportiv «Ceahlăul», Sala Polivalentă.
Mass-media locală are în componență: o serie de televiziuni (1 TV și Tele M), radiouri (Terra), ziare (tipărite: Ceahlăul, Monitorul de Neamț și Roman, Mesagerul de Neamț, Realitatea Media, online: CityNeamț, Ziar Piatra Neamț).

Colegiul Național Petru Rareș

Învățământul, pe plan local, are în componență:
- 12 Școli Gimnaziale, un Centru școlar pentru Educație incluzivă „Alexandru Roșca”[30]
- Liceul Economic "Alexandru Ioan Cuza", Liceul Tehnologic „Spiru Haret”, Liceul Tehnologic „Dimitrie Leonida”, Colegiul Tehnic „Gheorghe Cartianu”, Colegiul Tehnic de transporturi, Colegiul Tehnic forestier, Liceul cu program sportiv, Liceul de Arte „Victor Brauner”, Seminarul teologic ortodox „Sfinții Împărați Constantin și Elena”
- Colegiul Național Petru Rareș, Colegiul Național Calistrat Hogaș, Colegiul Național de Informatică, Colegiul Național „Gheorghe Asachi”
- O Școală postliceală sanitară
- Filiale ale Universităților Petre Andrei din Iași, Spiru Haret și Titu Maiorescu din București, ale Facultății de Economie și Administrarea Afacerilor a Universității Alexandru Ioan Cuza din Iași și ASE București[31].

Rețeaua instituțiilor culturale din Piatra Neamț se compune din:
- Galeriile de artă „Lascar Viorel”
- Teatrul Tineretului
- Complexul Muzeal Neamț

Repere politice
Localitatea este condusă de un Primar ca organ executiv împreună cu un Consiliu Local ca organ deliberativ (format din 23 de consilieri) - aleși odată la 4 ani.
Consulate:
- Consulatul onorific al Italiei.

Următoarele orașe s-au înfrățit cu Municipiul Piatra-Neamț:
- Roanne, Franța (din 1992)
- Riorges, Franța (din 1992)
- Villerest, Franța (din 1992)
- Hliboca, Ucraina (din 1992)
- Kiriat Malachi, Israel (din 1994)
- Alpharetta, SUA (din 1994)
- Lod, Israel (din 1994)
- Orhei, Republica Moldova (din 1999)
- Beinasco, Italia (din 2001)
- Manilva, Spania (din 2002)
- Bergama, Turcia (din 2007)[35]
- Chișinău, Republica Moldova (din 2010)

## Transportul
Transportul public local

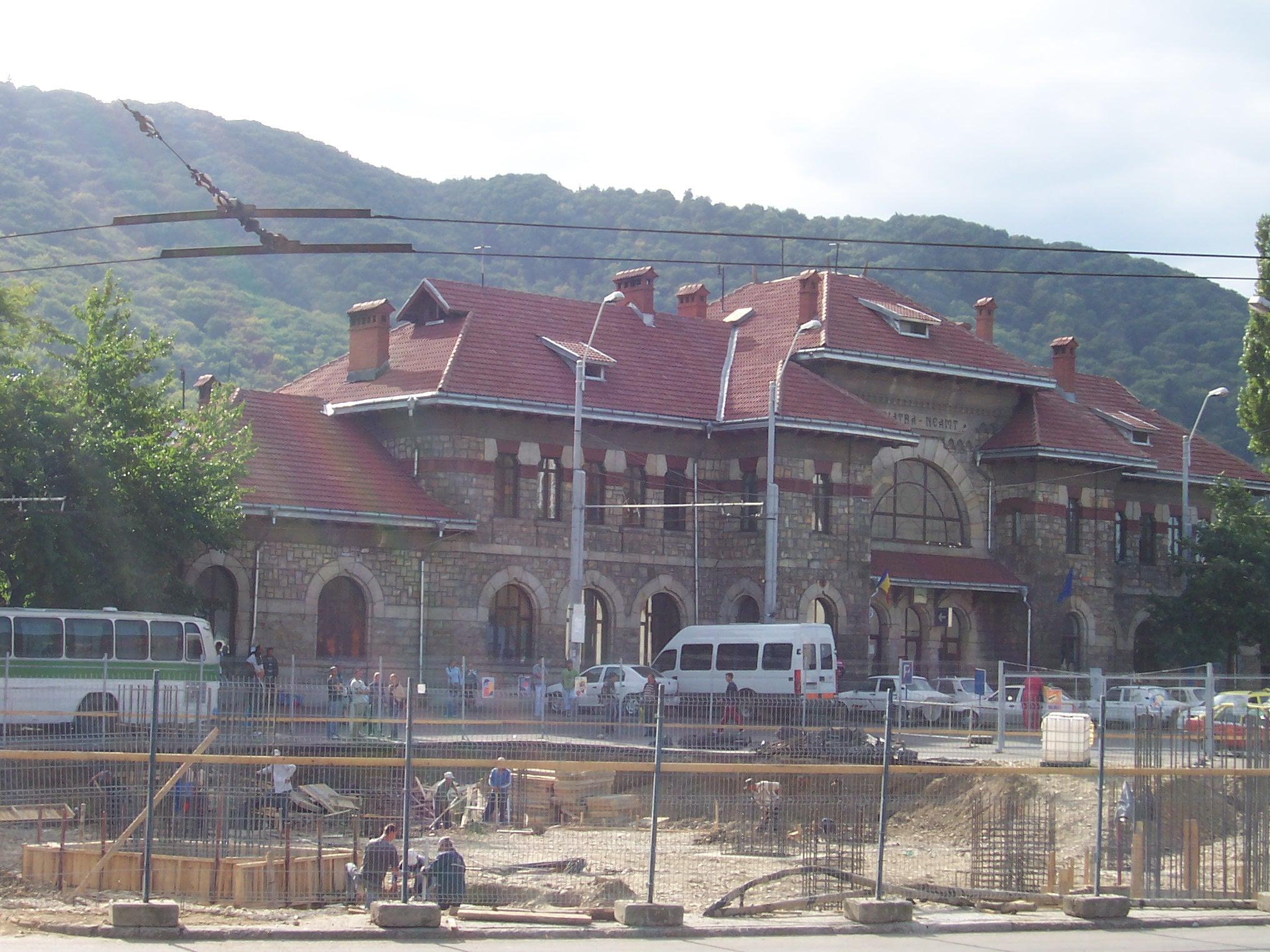
Gara din Piatra Neamț

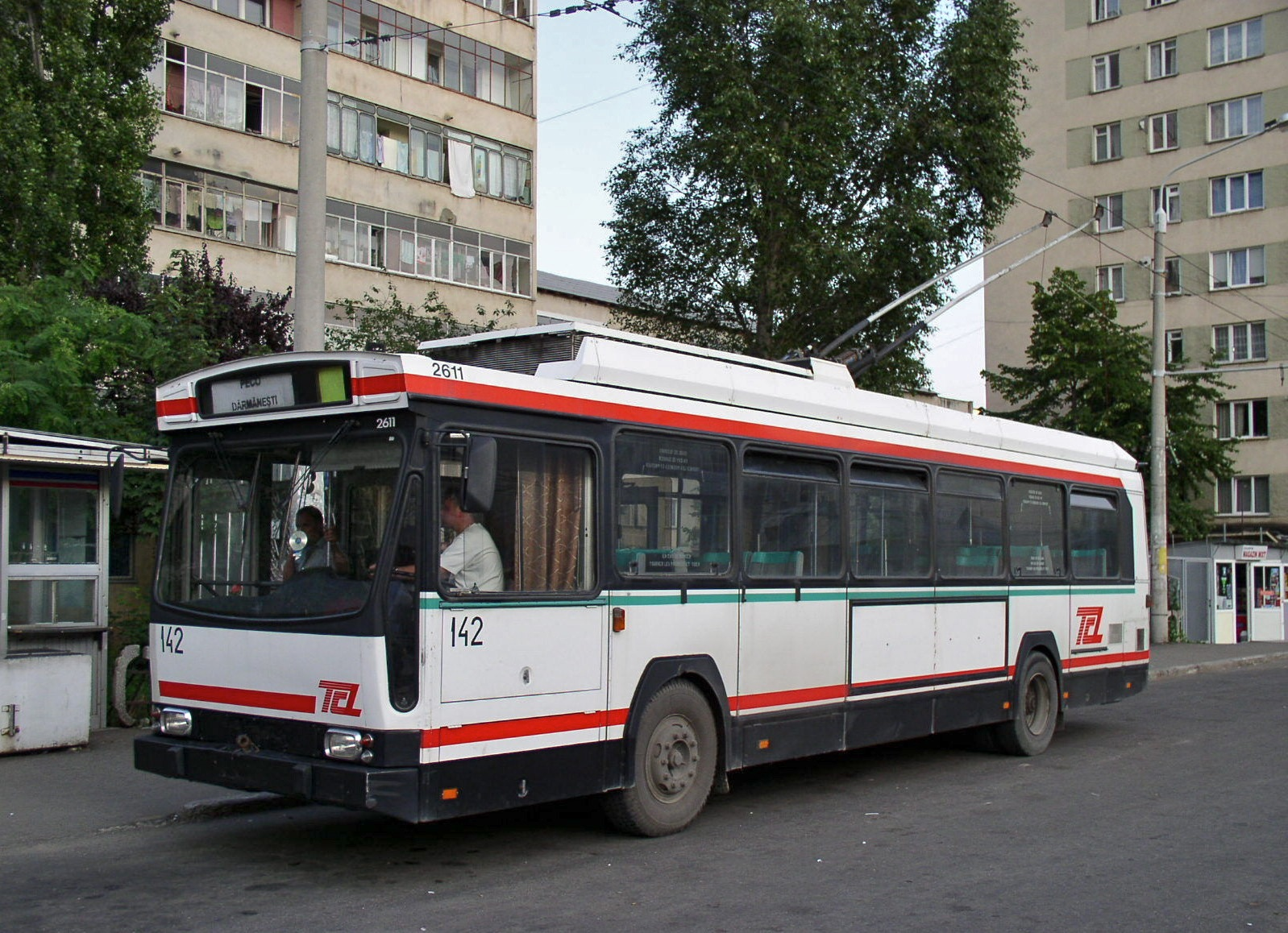
Troleibuz Renault ER100 pe o linie din oraș

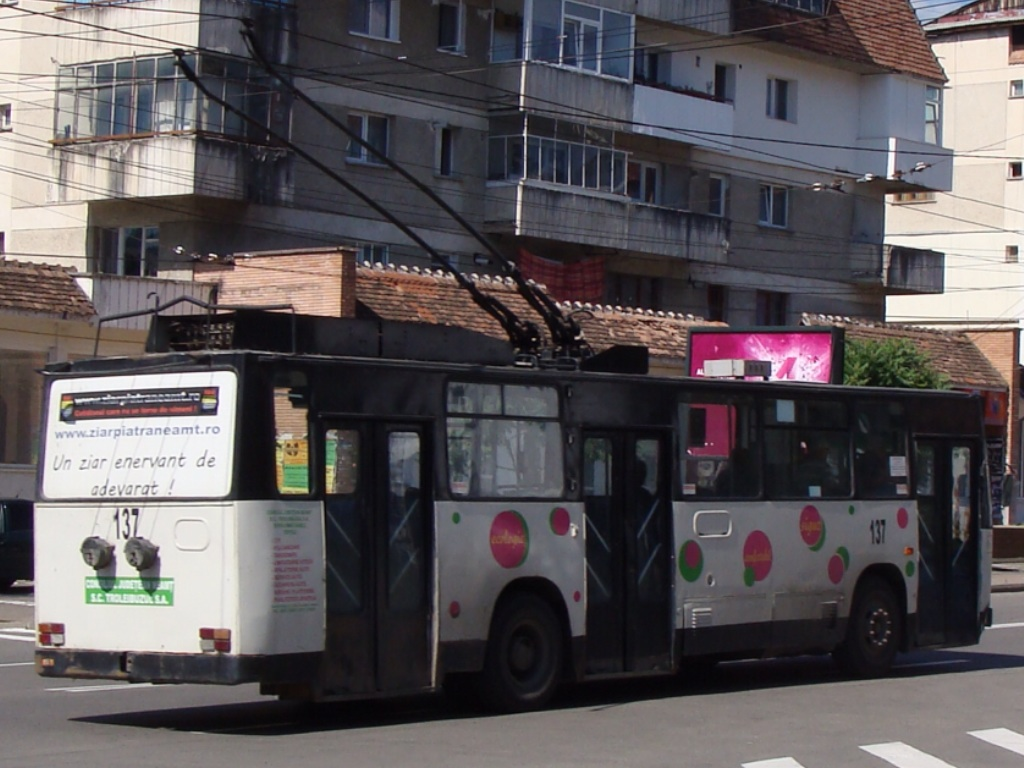
Troleibuz Rocar 212E

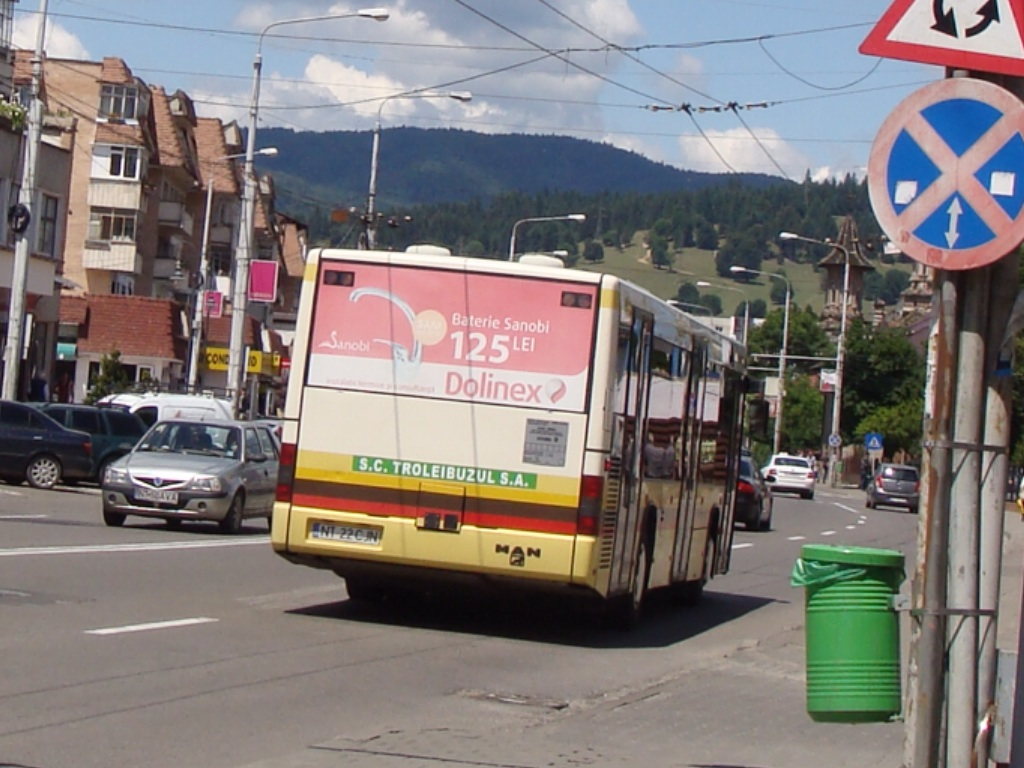
Autobuz MAN NL 312

Activitatea de transport public local este asigurată in acest moment de compania S.C. Troleibuzul S.A. Aceasta deține autobuze diesel marca VDL Ambassador 200(12m), Mercedes-Benz Citaro(12m), MAN NL 313(15m), Iveco Crossway(10m), Isuzu Citibus(10m), Isuzu Novociti(8m), Karsan Jest(6m) și autobuze electrice marca ZTE Granton
- Exista 27 linii de autobuz impartite astfel:

Linii municipale care circulă doar în interiorul orașului și în cartiere( fostele trasee de microbuz):
M1: Borzogheanu - Scoala 9
M2: Borzogheanu - Dedeman
M3: Borzogheanu - Bloc 40
M4: Bloc 40 - Scoala 9
M5: Carrefour - Bloc 40
M6: Dedeman - Brico Depôt
M7: Ciritei - Sarata
M8: Valeni - Carrefour 
M8': Valeni - Scoli Normale
A2: Sarata - Ocol
A11: Darmanest
A17: Sarata - Scoli Normale
A18: Bazar -Bloc 40
A19: Piata Centrala Batca Doamnei
A20 : Strand - Darmanesti ( Traseu estival)
Linii metropolitane care conecteaza localitatile din zona metropolitana cu orașul Piatra Neamt. A1-A19

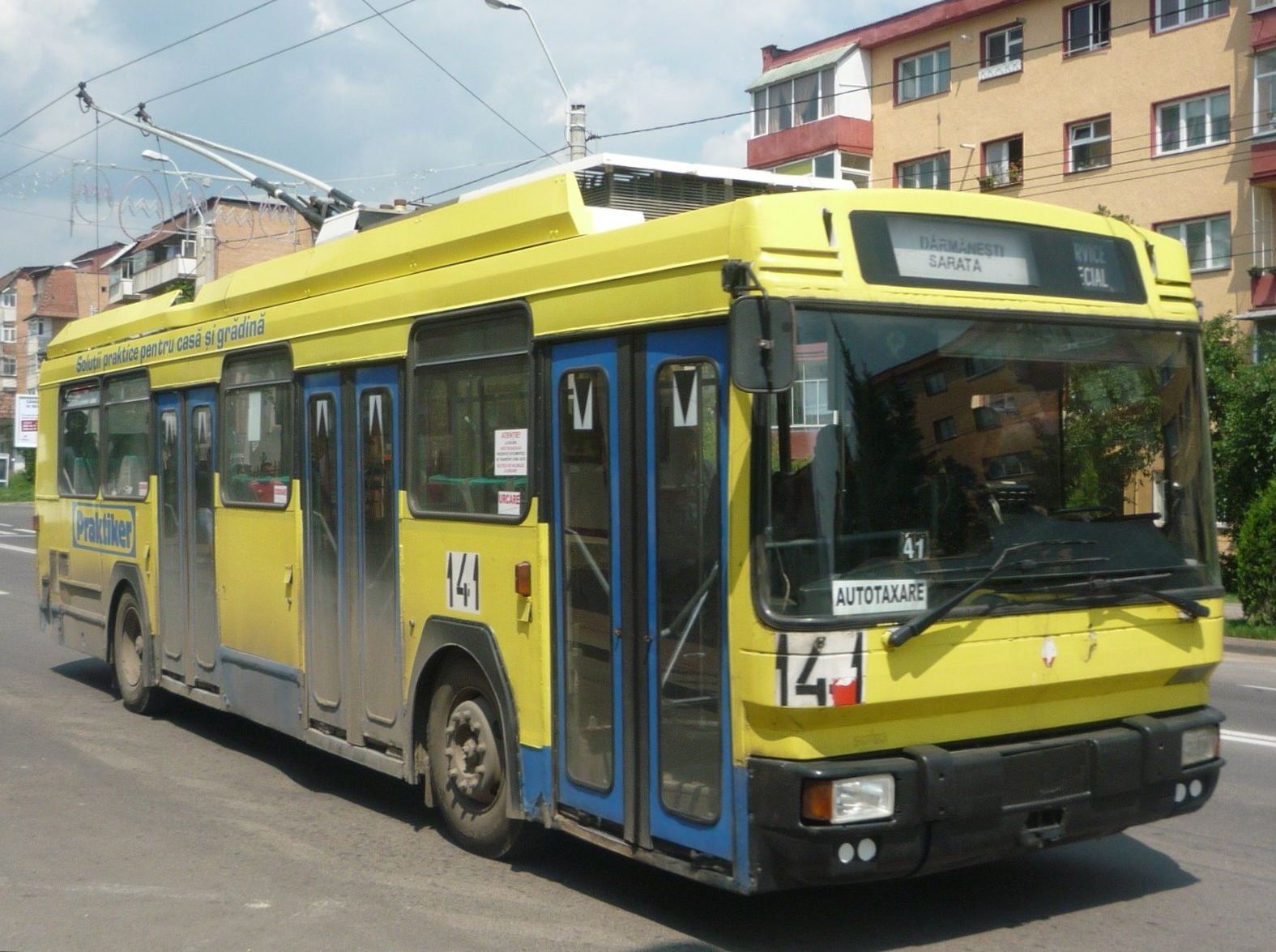
Troleibuz Berliet ER100 din oraș (cumpărat second hand de la TCL Lyon)

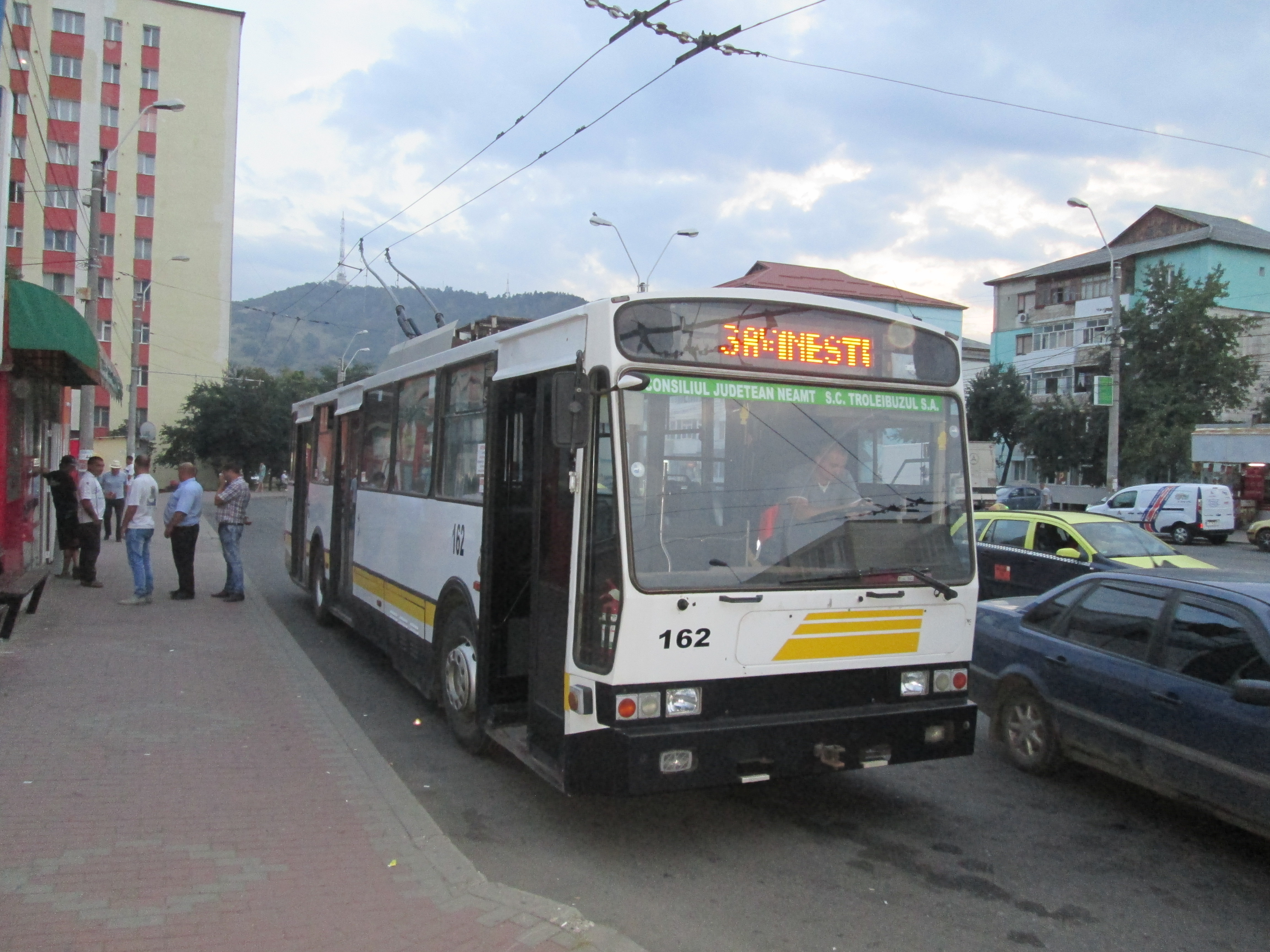
Troleibuz Rocar de Simon 412E (cumpărat second hand de la RATC Constanța)

Legătura cu alte localități
Legătura cu alte localități se face printr-o gară și 2 autogări ( Transmoldavia si Minuț)

### Taximetria
Mai multe firme locale își desfășoară activitatea in regim de taxi.

## Economie
Există câteva proiecte de dezvoltare, printre care:
- Proiectul de amenajare turistică[36], ce implică:

1. Restaurarea și punerea în valoare a zonei istorice „Curtea Domnească”
2. Amenajarea pârâului Cuiejdi
3. Dezvoltarea infrastructurii turistice pe dealul Cozla
4. Amenajarea traseelor de drumeție din jurul municipiului
5. Construcția unei baze pentru practicarea sporturilor nautice pe lacul Bâtca Doamnei

## Obiective turistice locale

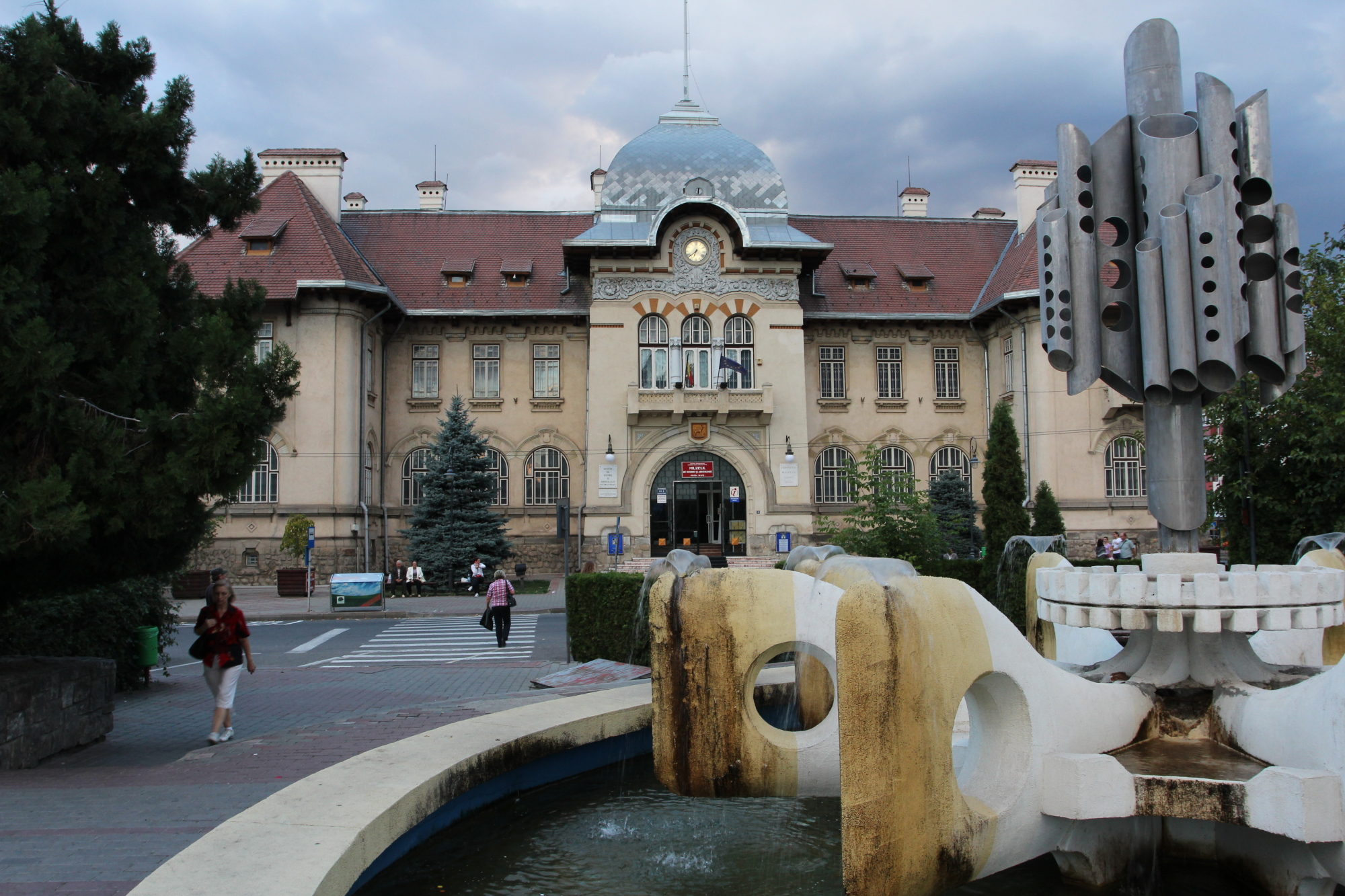
Muzeul de istorie și arheologie

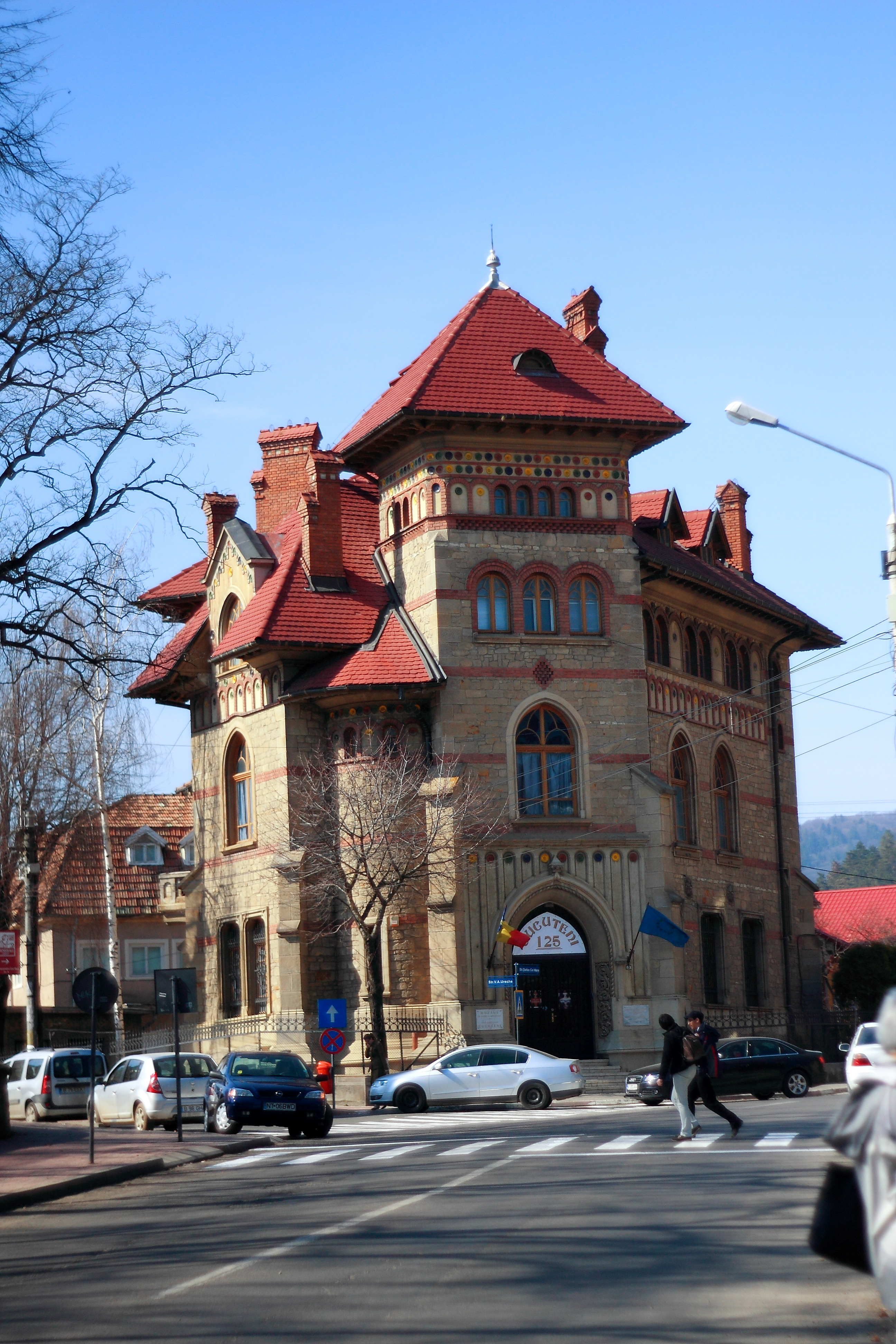
Muzeul de Artă Eneolitică Cucuteni

### Muzee

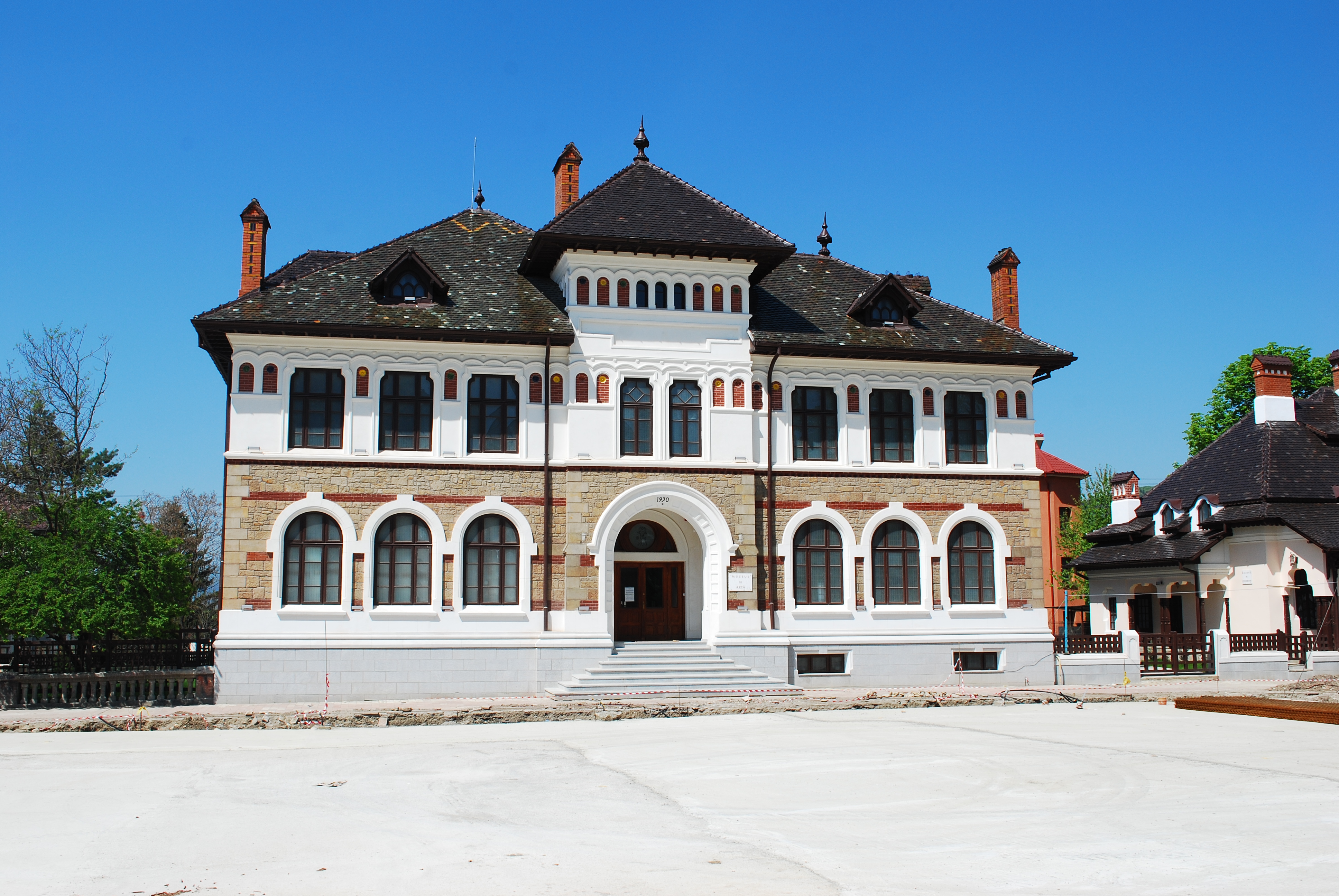
Muzeul de Artă

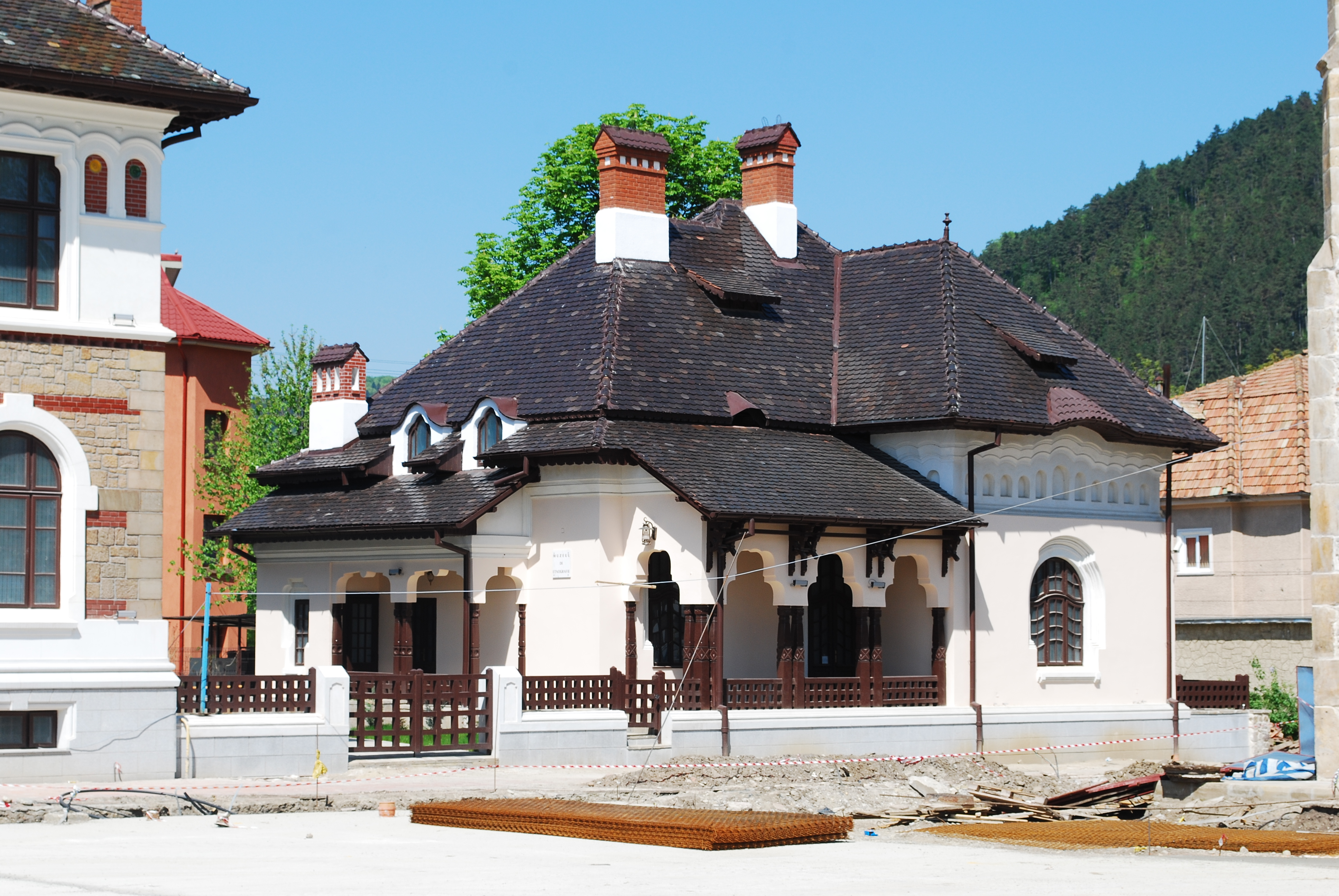
Muzeul de Etnografie

Orașul conține următoarele muzee:
- Muzeul de Istorie și arheologie
- Muzeul de Artă neolitică Cucuteni
- Muzeul de Artă
- Muzeul de Etnografie
- Muzeul de Științe naturale
- Muzeul Memorial Calistrat Hogaș
- Curtea Domnească

### Cetatea dacică de la Bâtca Doamnei
Situată la 4 km sud-vest de oraș. Primele elemente de cultură materială aparțin epocii neolitice (faza Cucuteni), peste care se află un nivel de locuințe din epoca bronzului și apoi stratul daco-getic. Perioada de maximă dezvoltare a fost între sec. I î.e.n. și I e.n. Monument istoric accesibil doar arheologic.

### Obiective ecleziastice de interes arhitectural și istoric
Curtea domnească, Biserica Sf. Ioan și Turnul Clopotnița

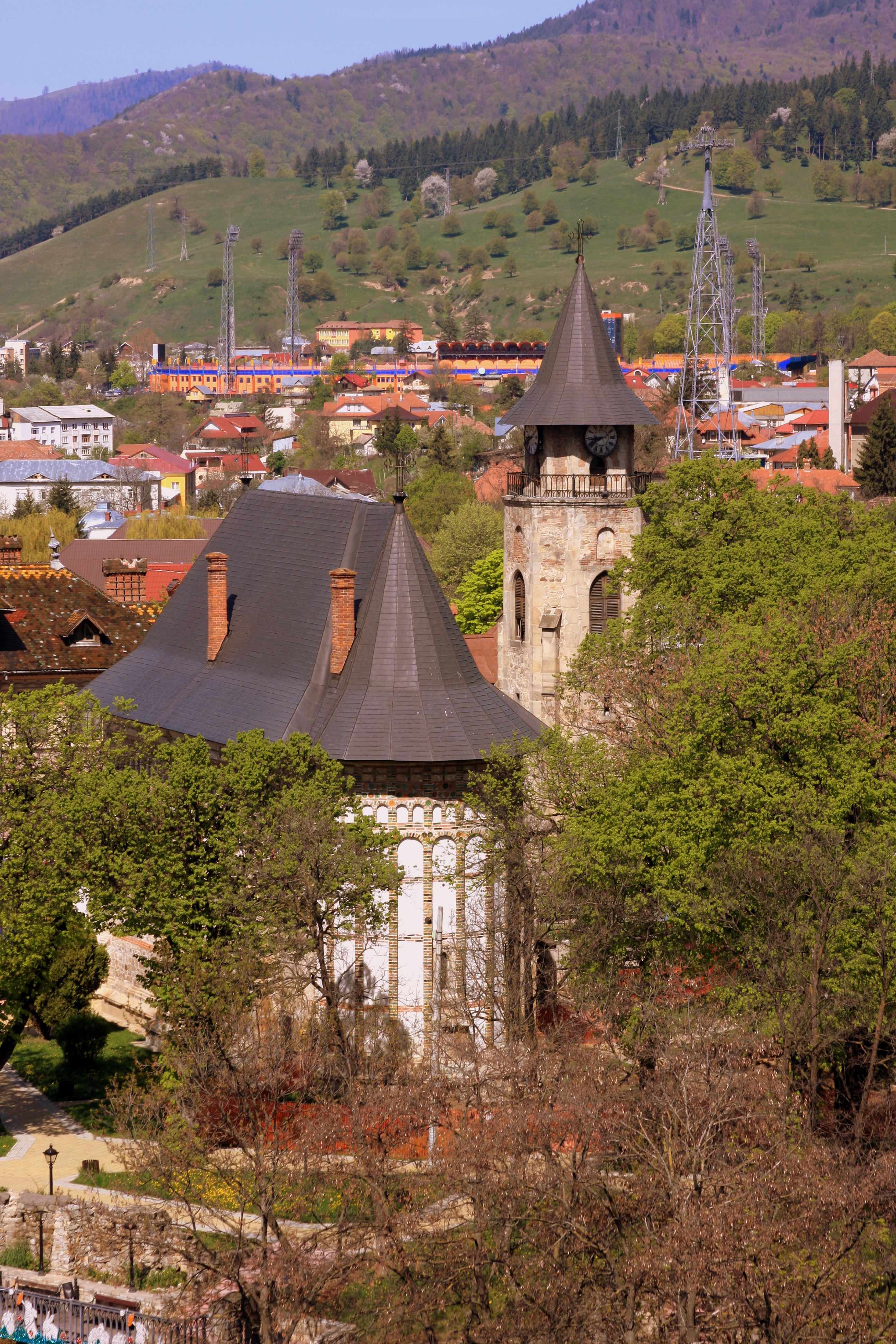
Curtea Domnească

Situat în centrul orașului, în Piața Libertății, acest ansamblu arhitectural alcătuit din Curtea Domnească, Biserica "Sf. Ioan" și Turnul Clopotnița își are începuturile, potrivit izvoarelor istorice, în perioada 1468-1475, fiind ctitorit de Ștefan cel Mare. Din Curtea Domnească s-a mai păstrat doar o parte din pivnițele casei domnești (unde se află acum o expoziție muzeală) și porțiuni din zidul de incintă. Biserica zidită în 1497-1498, monumentală și elegantă, este caracteristică stilului arhitectural moldovenesc din acea perioadă, îmbinând tipul cu plan dreptunghiular și bolți semicilindrice cu cel trilobat și turla pe naos. Turnul, construit în 1499 din piatră brută și întărit cu patru contraforturi ce-i subliniază profilul zvelt, are 19 m înălțime. Foișorul de pază a fost adăugat în epoca modernă.

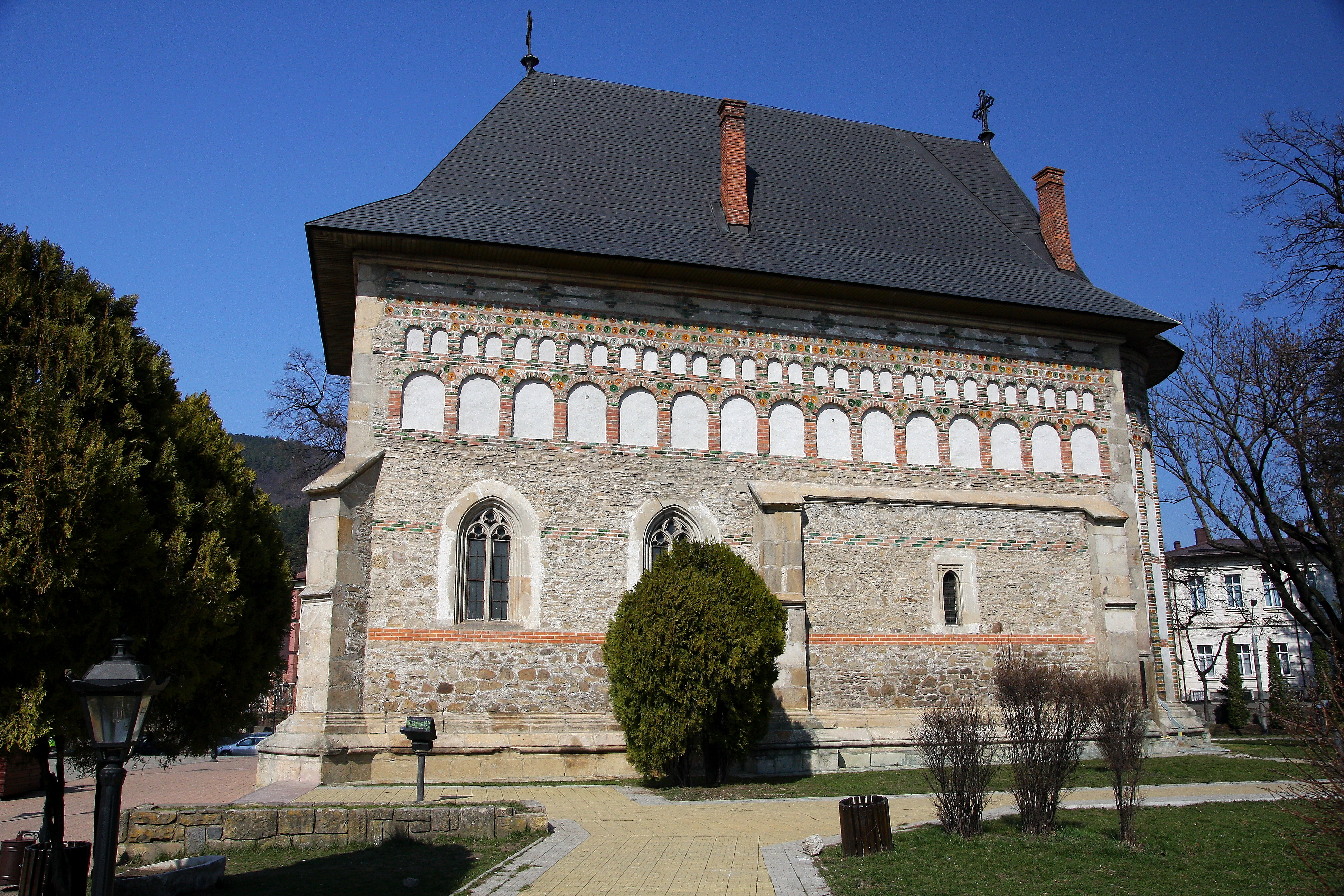
Biserica Sfântul Ioan – Curtea Domnească

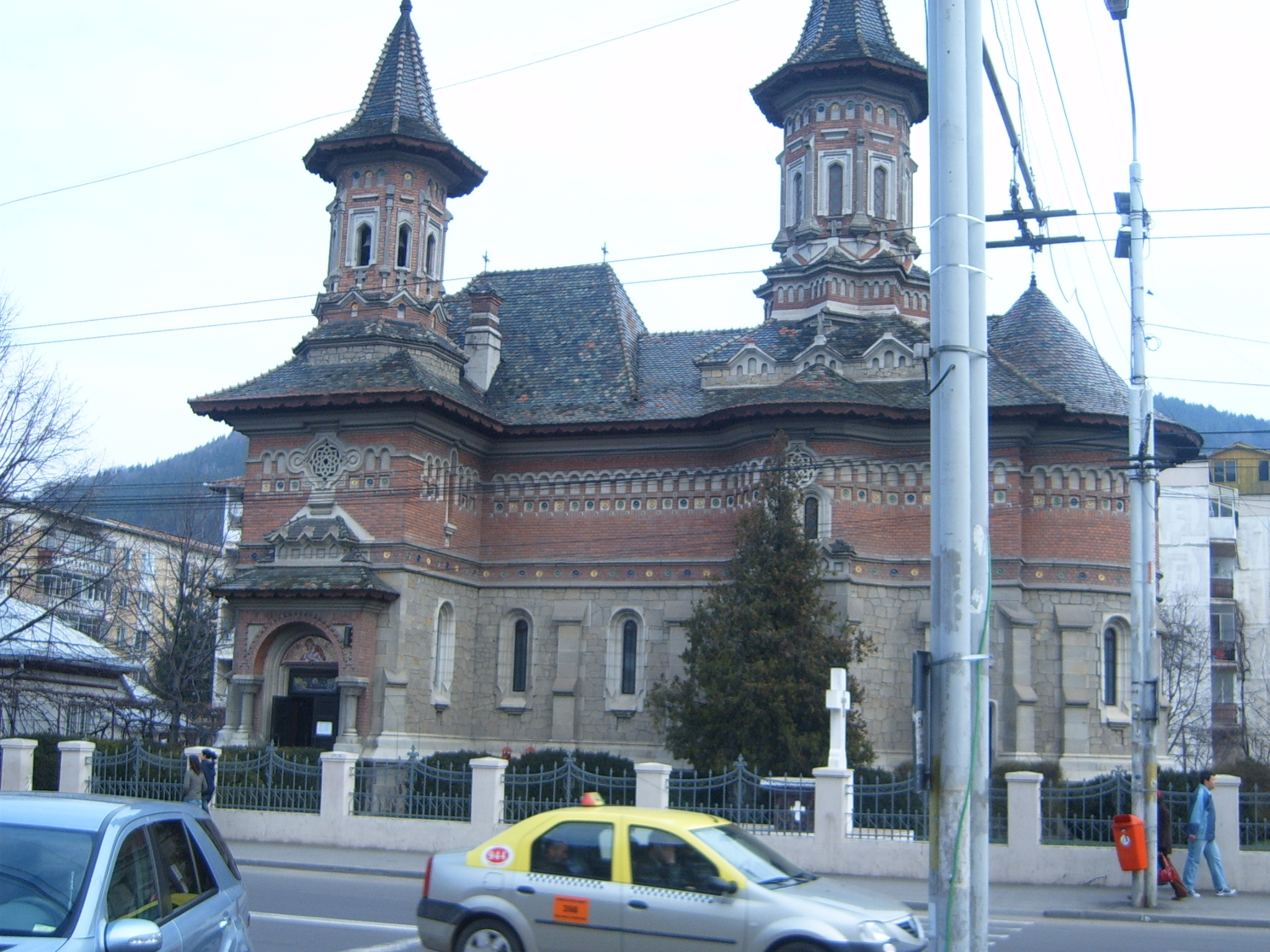
Biserica Precista
Biserica Sfinții Petru și Pavel

#### Arhitectură ecleziastică veche din lemn
Biserica schitului Draga

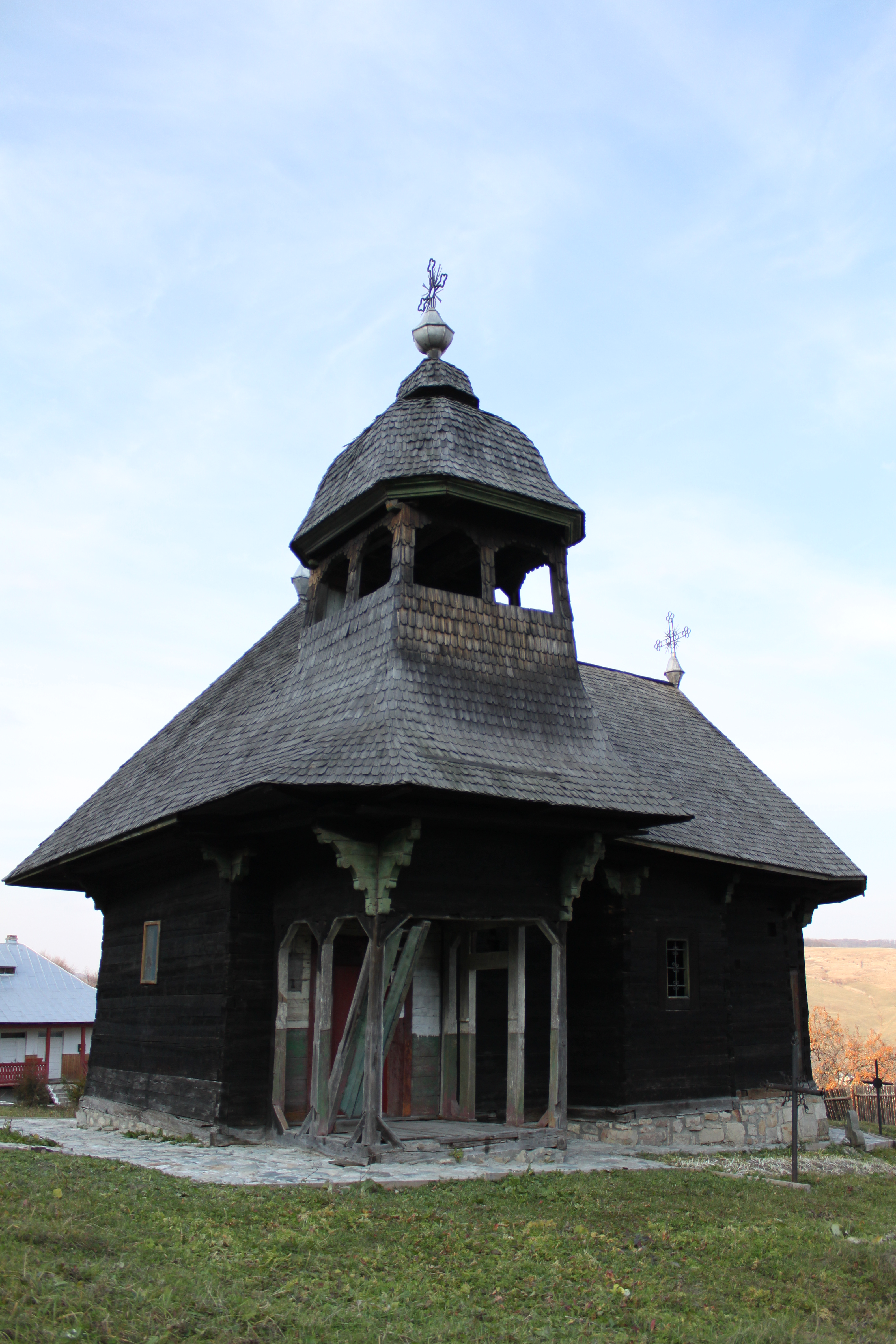
Biserica de lemn a Schitului Draga-Cozla (adusă din cartierul Sărata

Biserica “Buna Vestire” este construită între anii 1779-1780. A fost situată inițial în vestul orașului în cartierul Sărata. După incendiul din 1992 care a distrus biserica de lemn a Schitului Draga, a fost mutată pe amplasamentul acesteia. Actual, se poate vizita pornind din centrul orașului spre Tîrgu Neamț. Schitul se află într-o poiană de pe malul drept al Cuiejdiului, pe versantul Dealului Cozla, către limita nord-vestică a cartierului Dărmănești lângă DN 15C. Punctul de reper este la 1,5-1,6 km anterior de ieșirea DN din oraș, unde un indicator arată o străduță aflată pe stînga sensului de mers. Cu mașina se poate merge numai pînă la o punte aruncată peste Cuiejdi, de unde accesul se face pe jos. Clădirea este din bârne de brad. Actual restaurarea nu este terminată și cercevelele ferestrelor nu au geamuri, astfel că icoanele dinăuntru și iconostasul sunt supuse variațiilor termice și de umiditate ambientale. Nu se slujește în biserica de lemn, ci în cea nouă.
Biserica de lemn din cartierul Văleni
Este situată în Văleni pe strada Magnoliei, având drept ctitori mai întâi de Petru Rareș și apoi de Alexandru Lăpușneanu în 1574.
Construcția este executată din bârne și scânduri groase de brad și de stejar pe temelie de piatră, fiind de tipul bisericilor cu plan simplu în formă de navă, fără sânuri laterale și cu altar pentagonal, clopotnița aflându-se în imediata apropiere, spre sud. Acoperișul de șindrilă este unitar, fără a sublinia la exterior decât prezența altarului. Interiorul este împărțit în pronaos, naos și altar. Pridvorul de la apus reprezintă un adaos recent (1924).
Chenarele ferestrelor și cel al ușii de la intrare sunt ornamentate cu încrustații dense, care alcătuiesc motive geometrice de o meticuloasă execuție. La ușă, frecventul decor al șnurului în relief reproduce simbolic torurile vechilor portaluri de la intrarea bisericilor lui Ștefan cel Mare. Boltirea semicilindrică a pronaosului este rezolvată în mod original, mai ales în ceea ce privește susținerea ce se realizează în trepte de formă poligonală, ale căror dimensiuni se reduc în partea superioară. Catapeteasma actuală este un produs al ultimelor decenii, cea veche neavând nici pe departe forma tradițională. În trecut în locul fundalului de lemn sculptat care separă naosul de altar și pe care sunt pictate scenele și portretele riguros stabilite prin canoane, aici se aflau cinci rânduri de icoane așezate pe un perete de scânduri, fără a se respecta o succesiune prestabilită. Aceste icoane însă, în marea lor majoritate, aveau o valoare istorico-artistică deosebită. Este vorba de cel puțin trei grupe de icoane distincte ca stil și chiar ca structură plastică, fiind executate, fără nicio excepție, pe bucăți de scândură atent pregătite cu un glet de ipsos. Din punct de vedere cronologic ele acopereau în întregime secolele XVI și XVII, iar ca factură artistică multe dintre ele se impun printre cele mai reușite creații ale genului iconografic.

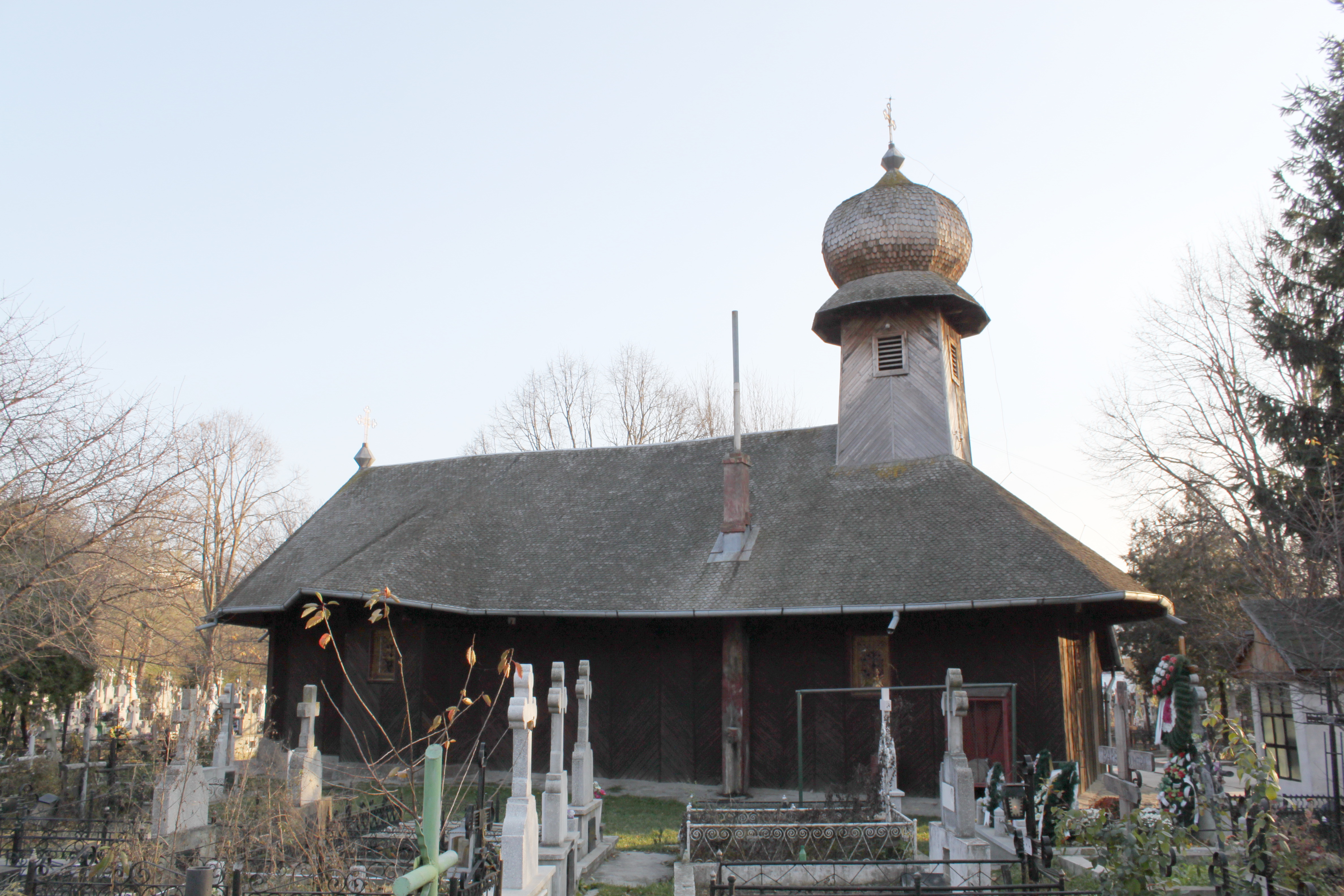
Biserica de lemn din cartierul Vânători
Este ctitorie din 1774 a lui Ioil Egumen de Bisericani.
Este construită din bârne de brad pe temelie de piatră, în stil specific moldovenesc, cu un plan trilobat, absidele laterale și cea a altarului fiind ușor pronunțate. Pridvorul de la sud și pronaosul ce prelungește spre vest nava bisericii, sunt adaosuri ulterioare, ca și turla oarbă cu acoperământul bulbat. Acoperișul de draniță, în două ape, cu margini evazate, se rotunjește la absidele laterale și cea a altarului, închizându-se în unghiuri drepte.
În interior, pridvorul și pronaosul prezintă un acoperământ plan, însă naosul se înalță printr-o elegantă boltă en berceau (semicilindrică), ce se desfășoară până la catapeteasmă. Absidele laterale sunt acoperite în arc, iar altarul este dominat de un arc transversal de susținere spre care converg nervurile unui segment de sferă. Catapeteasma originară este lucrată în lemn de tei și stejar, respectând cu strictețe dispunerea ierarhică și spațială specifică iconografiei creștine ortodoxe. Psihologia personajelor biblice emană un anume hieratism bizantin, cromatica folosită creează o transparență renascentistă, iar frecvența planurilor secundare de inspirație locală trimite cu insistență la frescele de la Mănăstirea Voroneț și Mănăstirea Sucevița. Ușile împărătești sunt tratate preponderent pictural și mai puțin sculptural.
Sinagoga

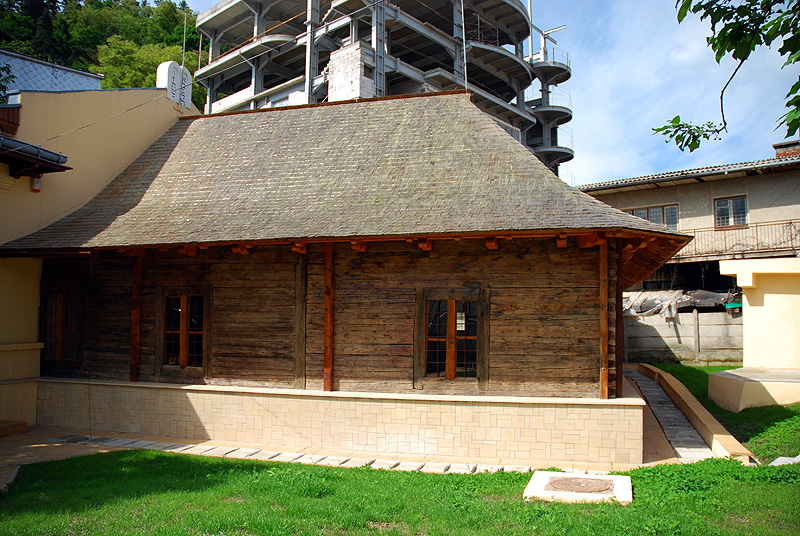
Sinagoga veche

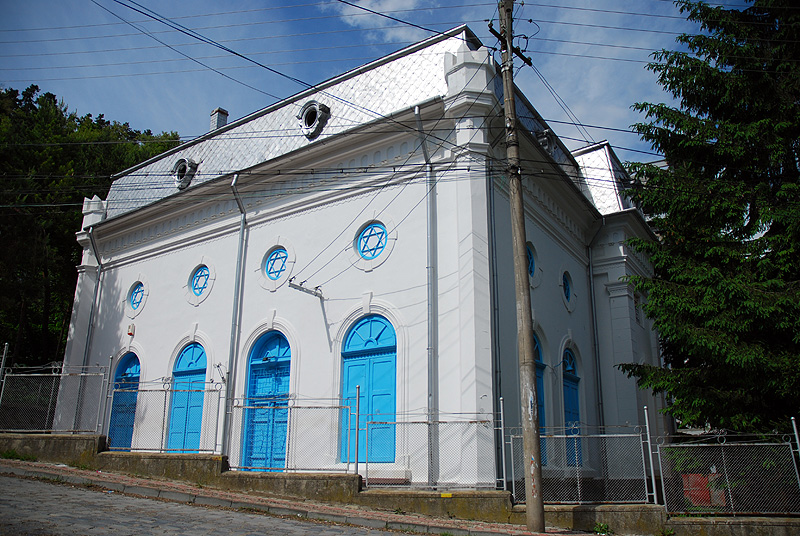
Sinagoga nouă

Sinagoga de lemn aflată la extremitatea estică a fostei Curți Domnești în imediata apropiere a Liceului "Petru Rareș", este o mărturie a numeroasei comunități evreiești care a existat în acest oraș încă din Evul Mediu.
Actuala construcție s-a ridicat pe locul alteia mai vechi, în baza hrisovului din 19 iulie 1766 semnat de voievodul Grigore III Ghica. Vechea sinagogă a fost de piatră, dar de la începutul secolului al XVIII-lea nu s-a mai îngăduit decât ridicarea unor sinagogi de lemn, ceea ce explică și materialul folosit la construirea acestui monument.
Construcția este făcută din bârne groase învelite cu taban atât la interior cât și la exterior. Temelia înaltă de piatră face ca intrarea în edificiu să se realizeze prin coborârea mai multor trepte, iar interiorul se prezintă ca o galerie închisă cu două etaje la nord și un singur etaj la vest, unde e sinagoga femeilor, la sud aflându-se o altă galerie de mai mici dimensiuni destinată copiilor. Cupola și pereții laterali sunt părțile originale ale construcției. Altarul, suflat cu aur, are o vechime de 250 de ani. Sinagoga este legată de numele lui Baal Shemtov, întemeietorul hasidismului.
În peretele estic al sinagogii este așezată Urna Sfântă, operă de artă executată în lemn sculptat și dispusă în trei etaje, fiecare nivel fiind așezat pe coloane rotunde acoperite cu bronz și argint. Această urnă a fost lucrată în 1835 de Saraga Itchok ben Moische. În patrimoniul lăcașului s-a mai păstrat și o frumoasă perdea cu șapte triunghiuri și o inscripție în ebraică din care rezultă că a fost realizată în 1767, deci la numai un an de la construirea actualului edificiu.
Faptul că Sinagoga se află atât de aproape de Biserica "Sf. Ioan", nerespectându-se tradiționala distanță de 150 de stânjeni (aproximativ 300 m) care trebuie s-o despartă de o biserică creștină, a fost explicat de regulă prin marea vechime a edificiului inițial, care ar fi precedat construirea ansamblului arhitectural din epoca lui Ștefan cel Mare. Adepții acestui punct de vedere pleacă de la premisa că nimeni nu ar fi îngăduit ridicarea unei sinagogi sub zidurile Curții și Bisericii Domnești și că aceasta deja exista în 1497-1499 când Ștefan cel Mare a construit biserica și turnul-clopotniță, lăsând-o apoi pe vechiul amplasament. Se consideră că este vorba de o simplă nesocotire a regulilor tradiționale, deoarece dacă s-ar fi avut în vedere stricta respectare a acestora, nimic nu l-ar fi împiedicat pe Ștefan cel Mare să dispună demolarea și strămutarea sinagogii la o distanță convenabilă. Nu trebuie să se uite că în vechiul cimitir evreiesc de pe muntele Cârloman, cele mai vechi pietre de mormânt datează din a doua jumătate a secolului al XVII-lea și că Sinagoga se află pe pământ domnesc, comunitatea evreiască plătind o dare anuală (bezman) pentru folosirea acestuia. Foarte probabil că vechea construcție de piatră să se fi ridicat pe la mijlocul secolului al XVII-lea pe actualul amplasament, cu aprobare domnească, fără a se ține seamă de respectarea distanței prestabilite față de Biserica "Sf. Ioan" așa cum a procedat de altfel și Grigore III Ghica în 1766 când a încuviințat actuala sinagogă de lemn.

### Arealele protejate Cozla, Pietricica, Cernegura, Agârcia și Dealul Vulpii-Botoaia

Amplasarea culmilor cu depozite fosilifere - Cernegura Cozla și Pietricica, în arealul orașului Piatra Neamț

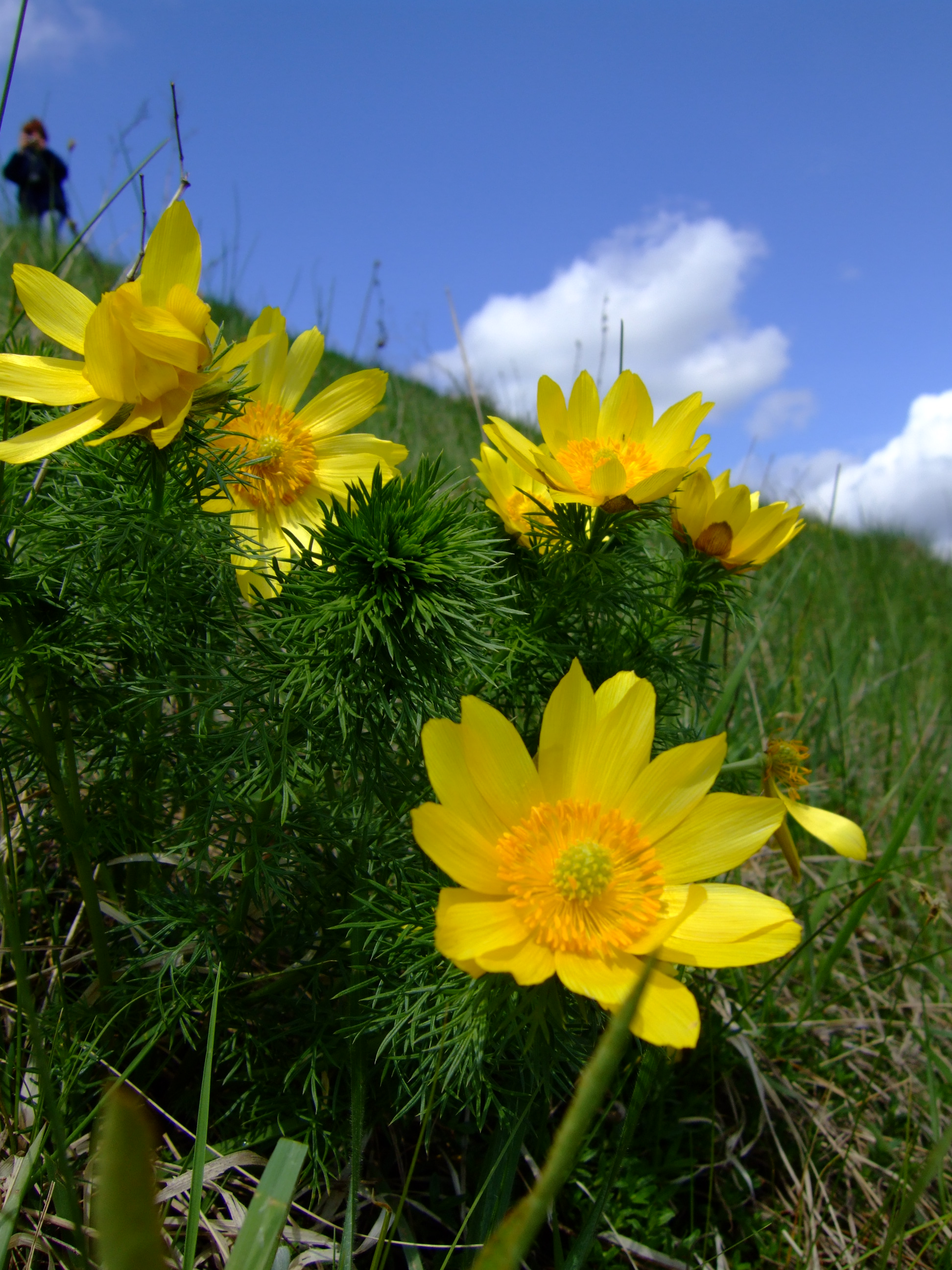
Rușcuță de primăvară (Adonis vernalis)

Zonele au fost declarate arie protejate prin Legea Nr.5 din 6 martie 2000 (privind aprobarea Planului de amenajare a teritoriului național - Secțiunea a III-a - zone protejate).
În arealul orașului sau limitrof acestuia, s-au identificat 4 zone fosilifere: Cozla, Cernegura, Pietricica și Agârcia, reprezentând zone de interes paleontologic situate în Oligocen pe fundul Mării Paratethys. Aici, în stratele de rocă moale alcătuită din conglomerate de marne, gresii și șisturi disodilice s-au descoperit depozite fosilifere de pești și scoici, caracteristice zonelor cu un climat subtropical ale acestei perioade. Fauna marină fosilă găsită aici este foarte bogată, acoperind toate nișele ecologice disponibile - de la apele de litoral până la cele mai adânci zone propice vieții. Fosilele identificate aici pot fi vizionate la Muzeul de Științe Naturale din Piatra Neamț.
Dealul Vulpii-Botoaia (Ochiul de Stepă) este o arie protejată de tip floristic)situată în partea estică a orașului pe versantul sud-vestic al dealului Vulpea (478 m). Aici vegetează mai multe elemente floristice xerofite de stepă ilustrate de 28 de specii specifice acesteia.

### Colinele Cozla, Cernegura, Cârloman și Pietricica
Dealurile Pietricica (530 m), Cozla (679 m), Cârloman (617 m) și Cernegura (852 m) străjuiesc orașul Piatra Neamț la est, nord și respectiv sud, reprezentând - cu excepția Pietricicăi care reprezintă un deal subcarpatic - ultima treaptă a Carpaților Orientali la zona de contact cu Subcarpații Moldovei.
Dealul Cozla
În partea de nord a orașului se ridică dealul Cozla, cu altitudini de 657 m în punctul numit „Trei Coline” și 679 m în punctul „Trei Căldări” (aproape de satul Gârcina). Muntele Cozla are forma unei culmi alungite de la nord la sud și este alcătuit din straturi de marne diferite, șisturi argiloase, straturi bogate în fosile de pești și alge, reprezentate și la Muzeul de Științe Naturale din Piatra Neamț.
Din punctul numit „Trei Coline” pornesc trasee turistice care duc spre Dărmănești, spre Cârloman sau spre zona marmitelor de piatră numite de localnici „La trei căldări”. Aici într-o stâncă izolată se află săpate trei scobituri rotunde cu diametrul de cca. 60 cm, a căror origine nu a întrunit consensul, considerându-se că ne aflăm fie în fața unui fenomen carstic,  fie periglaciar, sau cu caracter de marmite eoliene formate prin acțiunea îndelungată a vânturilor.

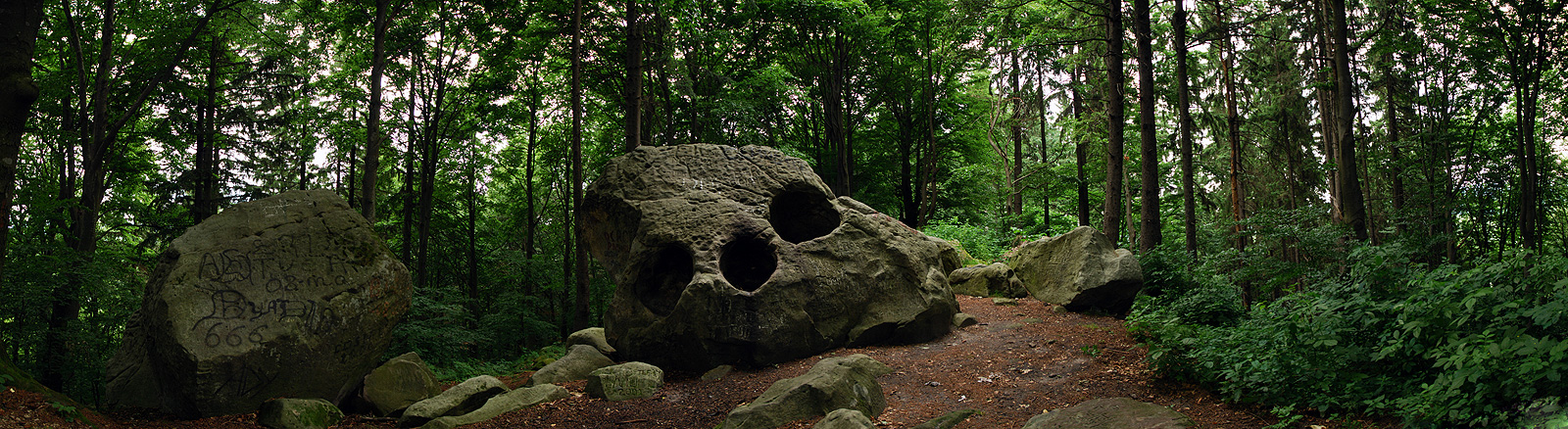
„La trei căldări” - vedere panoramică

Pe Cozla au fost descoperite în 1882 izvoare de ape minerale cloruro-sodice și sulfuroase, caracterizate de analizele făcute la vremea respectivă de Petru Poni, și care se foloseau în tratarea afecțiunilor digestive și circulatorii. În timp exploatarea nerațională a dus la colmatarea lor.
La poalele colinei se află Parcul și Grădina Zoologică cu același nume. Un drum șerpuit pavat cu piatră de granit duce de la poale până în vârf, de-a lungul lui fiind amplasate locuri special amenajate de unde se poate privi spre oraș. Deasupra Parcului Zoologic se află restaurantul Colibele Haiducilor iar puțin mai sus restaurantul Gospodina și barul-restaurant Grădina cu Flori.

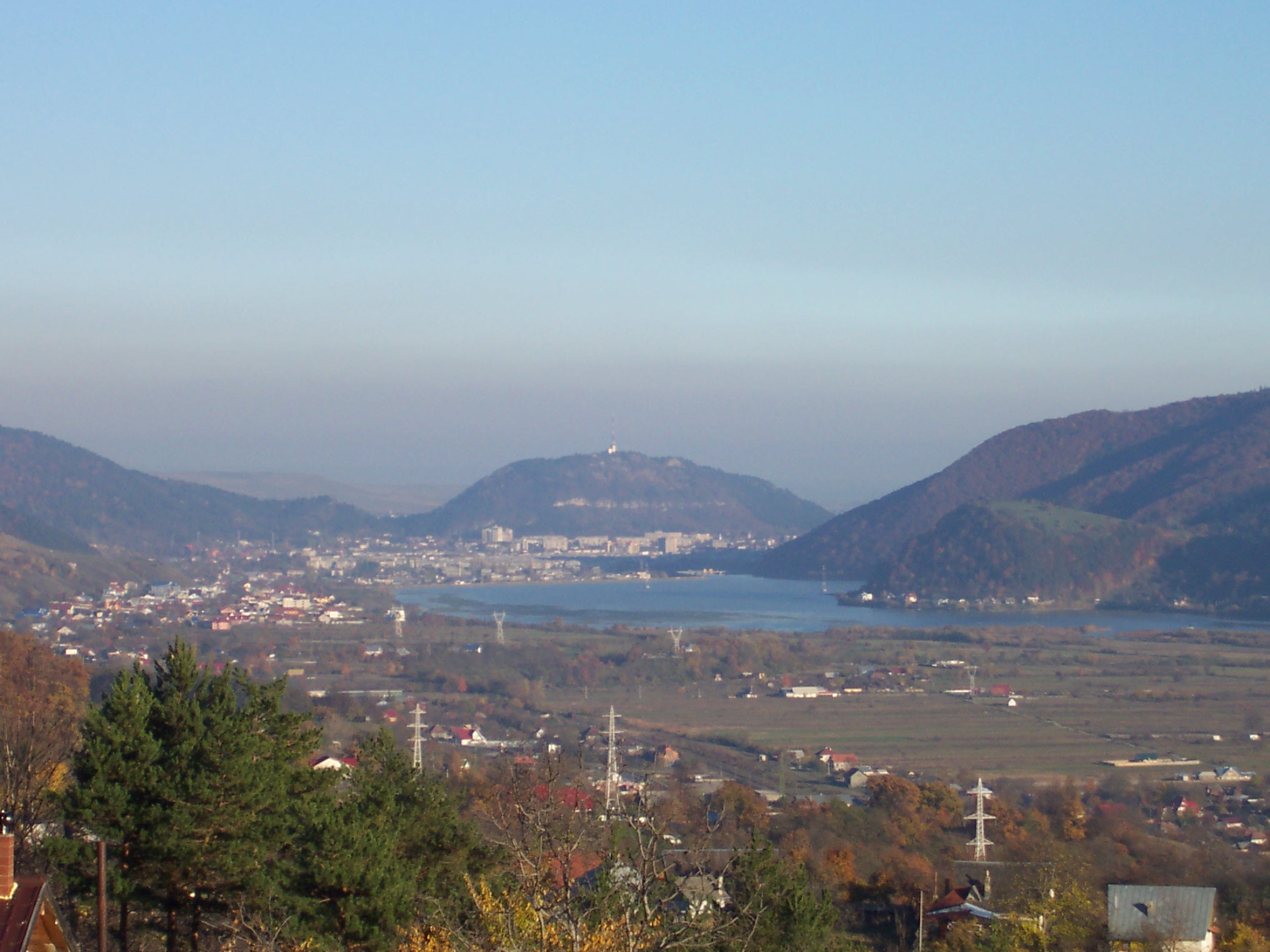
Pietricica

Dealul Cernegura
Dealul Cârloman
Dealul Pietricica

### Facilități turistice
Ștrandul municipal
Telegondola, telescaunul și pârtia de schi

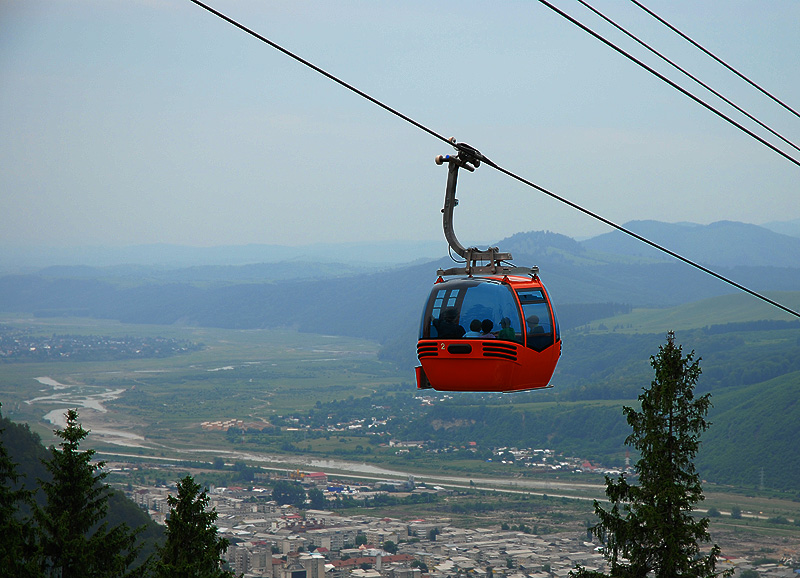
Telegondola Piatra Neamț

Telegondola face legătura dintre gară și cota Trei Coline de pe Cozla. Traseul are o lungime de 1.915 m, la punctele finale ale traseului fiind amenajate spații comerciale și cafenele (sunt în construcție pe deal și spații de cazare,).
Iarna se schiază pe pârtia special amenajată, iluminată noaptea.
Există telescaun pentru transportul de la bază până în vârful pârtiei, precum și centru de închirieri echipament necesar pentru schi.
Baza Hipică „Virgil Bărbuceanu”

## Personalități asociate cu Piatra Neamț

### Cultură

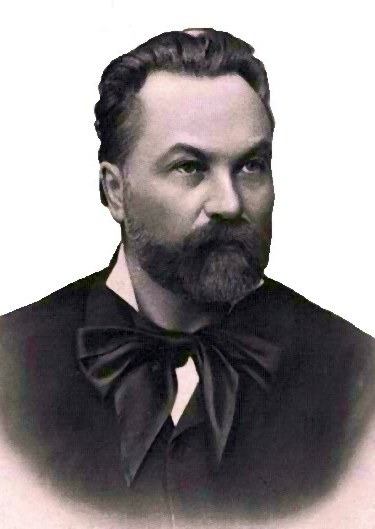
Calistrat Hogaș

- Iulian Antonescu (1932 - 1991), profesor universitar, istoric;
- Vasile Baghiu (n. 1965), scriitor;
- Dumitru Bezem, pictor;
- Victor Brauner (1903 - 1966), pictor suprarealist, poet;
- Harry Brauner (1908 - 1988), folclorist;
- Grigore Caraza, scriitor;
- Florin George Călian (n. 1978), filozof, istoric al religiilor;
- Florina Cercel (1943-2019), actriță;
- Iuri Fedkovîci (1834 - 1888), scriitor romantic de limbă germană și ucraineană, poet, folclorist, traducător, om politic și publicist din Bucovina, herald al renașterii naționale ucrainene. A locuit în tinerețe la Piatra Neamț, unde a lucrat ca farmacist și fotograf;
- Calistrat Hogaș (1847 - 1917), scriitor;
- Gheorghe Teodorescu Kirileanu (1872 - 1960), enciclopedist, bibliotecar regal;
- Cristian Grețcu (n. 1960), umorist, membru al grupului Divertis;
- Vasile Urechia-Alexandrescu (1834 - 1901), istoric, scriitor, membru fondator al Academiei Române
- Constantin Matase, prozator, folclorist, arheolog și lingvist;
- Vincenzo Puschiasis (1874 - 1941), sculptor;
- Aurel Dumitrașcu, poet;
- Mihaela Enăchescu, arhitect;
- Vladimir Tescanu, scriitor;
- Adrian Alui Gheorghe, scriitor;
- Emil Nicolae, poet;
- Radu Florescu, poet;
- Nicolae Sava, poet;
- Laura Vasiliu, actriță;
- Adolphe Ad. Chevallier, artist fotograf;
- Lascăr Vorel, pictor;
- Iulia Hălăucescu, pictor;
- Tereza Gogu, artist plastic;
- Vasile Trăistariu, artist plastic;
- Virginia Rogin, actriță;
- Anda-Louise Bogza, soprană (Opera de Stat Praga), Cetățean de onoare al municipiului Piatra-Neamț;
- Daniel Tătaru, matematician;
- Mihai Trăistariu (n. 1979), muzician;
- Richard Hette (1890 - 1981), sculptor;
- Avram Leib Zissu (1888 - 1956), scriitor, om de afaceri, emigrat în Israel;
- Teodora Sava (n. 2001), cântăreață și actriță.

### Sport[43]
- Alexandru Maxim, fotbalist
- Constantin Lăcătușu, geolog, alpinist
- Adrian Iencsi, fotbalist
- Lucian Burdujan, fotbalist
- Florin Axinia, fotbalist
- Bogdan Țăruș, sportiv
- Luminița Dinu-Huțupan, sportivă
- Paula Pavăl, sportivă
- Dragoș Cîmpanu, sportiv
- Iulia Beșliu-Ionescu, alergătoare
- Radu Păltineanu, explorator
- Matei Ilie, fotbalist
- Iulia Olteanu, atletă.

### Medicină[43]
- Anton Vorel, farmacist, consul austriac la Piatra-Neamț
- Iuliu Nițulescu, medic anatomo-patolog, profesor universitar, membru titular al Academiei Române
- Alfred T. Sapse, medic oftalmolog, profesor universitar, membru de onoare al Academiei Române de Știinte Medicale;
- Leon Sculy Logothetides (1853 - 1912), medic chirurg, deputat, profesor la Facultatea de Medicină din Iași, unul din întemeietorii școlii de chirurgie ieșene.

### Media
- Mihaela Rădulescu, prezentatoare TV
- Adelina Elisei, prezentatoare TV

### Varia
- Nicolae Vicol (1861 - 1936), general, medic militar;
- Emil Costinescu, ministru de finanțe
- Nicu Albu, primar, prefect, deputat și senator
- Constantin I. Borș, profesor universitar, om de știință
- Marcel Adams (1920 - 2020), om de afaceri;
- Ioan I. Costinescu, primar al Bucureștilor (1923-1928)
- Carol Zani, antreprenor în construcții
- Eugen Herovanu (1874 - 1956), jurist, prozator și om politic român, care a îndeplinit funcția de primar al municipiului Iași;
- Petru Plăcintă (1938 - 2023), inginer agronom.

## Studii monografice
- Monografia localității Piatra Neamț, Ginju Tamara-Silvica, Ed. Rovimed, ISBN 978-606-583-287-9
- Piatra-Neamț. Plimbări la pas și cu telegondola (Ghid turistic trilingv), Bostan Constantin, Ed. Acțiunea, 2011, ISBN 978-606-93052-0-1
- Bine ați venit la Piatra-Neamț, (Ghid turistic trilingv), Bostan Constantin, Ed. Acțiunea, Piatra-Neamț, 2010, ISBN 978-973-88811-7-4
- Piatra-Neamț și împrejurimi: Parfumul amintirilor, aroma evocărilor; Bostan Constantin, Ed. Acțiunea, Piatra-Neamț, 2009, ISBN 978-973-88811-3-6
- Piatra-Neamț file de monografie, Marcel Drăgotescu, Ed. Cetatea Doamnei, Piatra Neamț, 2004, ISBN 978-973-99857-5-8
- Piatra-Neamț la început de mileniu, Damian P., Ing.Homoc Nicolae, Editura Alfa a corpului Didactic, Piatra-Neamț, 2002, ISBN 978-973-85209-6-7
- Patruzeci de ani de VACANȚE MUZICALE LA PIATRA-NEAMȚ, File de istorie culturală, Valentin Andrei, Editura Capriccio, Piatra-Neamț, 2011, ISBN 978-606-92873-1-6;
- La pas prin Piatra-Neamț, Găbureac Sergiu-Marin, Ed. Cetatea doamnei, Piatra Neamț, 2001, ISBN 978-973-99857-1-0
- Monografia orașului Piatra-Neamț, Apăvaloae M.,Editura Cetatea Doamnei, Piatra-Neamț, 2000, ISBN 978-973-99857-8-9
- Piatra-Neamț - monografie ilustrată, Constantin Pațilea, Ed. Cetatea Doamnei, Piatra Neamț, 1996
- Ghidul turistic Piatra - Neamț, Gicoveanu Mihai & Pruteanu Vasile, Ed. Panteon, Piatra Neamț, 1995, ISBN 978-973-96844-7-5
- Piatra-Neamț, Nădrag Ion, Ed. Sport-Turism, București, 1986
- Piatra Neamț : mic îndreptar turistic, Drăgotescu Mircea, Ed. Sport-Turism, București, 1980
- Mic ghid turistic Piatra-Neamț, Nămolaru Victor, Ed. Meridiane, București, 1969
- Pași prin Piatra-Neamț. Album-monografie, Găbureac Sergiu-Marin, Ed. Biblioteca Bucureștilor, București, 2011, ISBN 978-973-8369-38-2.